# Gironde (Révolution française)
Pour les articles homonymes, voir Gironde.
La Gironde est, au début de la Révolution française, un groupe politique issu du parti patriote, dont les membres sont appelés « girondins », particulièrement connu en raison du conflit mortel qui l'a opposé au groupe des montagnards dans les premiers mois de la Ire République (septembre 1792-juin 1793).
Influents à l'Assemblée législative (1er octobre 1791-20 septembre 1792), ils ont des ministres dans le gouvernement de Louis XVI et soutiennent notamment l'entrée en  guerre de la France contre l'Autriche (avril 1792).
Après la crise du 10 août et l'arrestation de Louis XVI, ils constituent de nouveau une tendance importante dans la nouvelle assemblée, la Convention nationale (20 septembre 1792-26 octobre 1795), mais sont en butte à l'hostilité d'un groupe plus radical, la Montagne, soutenu par la Commune de Paris issue de l'insurrection, qui représente les sans-culottes parisiens. Ce conflit, dont le procès de Louis XVI est une étape importante, aboutit à la défaite politique de la Gironde (2 juin 1793) et, par la suite, à la condamnation à mort de nombre de ses députés.
Les chefs de file girondins, Brissot, Vergniaud, Elie Guadet, Armand Gensonné, Jean-François Ducos, Grangeneuve, Condorcet, Marc Lasource, Maximin Isnard, Etienne Clavière, Roland et son épouse, Manon Roland, meurent pour la plupart guillotinés à l'automne 1793. Seuls en 1794 Condorcet, en fuite, est arrêté et périt par suicide en mars tandis que Guadet est arrêté et guillotiné en juin. Un troisième, Isnard, survit aux crises de l'an II et ne décède que sous la Restauration.

## Les noms de «Gironde» et de «girondins»
Les Girondins sont aujourd'hui connus dans l'historiographie de la Révolution française, notamment à la suite de l'ouvrage de Lamartine, Histoire des Girondins. Leur mémoire est célébrée à Bordeaux, où, sur la place des Quinconces, se dresse le monument aux Girondins.
À l'époque, ces mots étaient moins courants, quoique connus : les contemporains parlent parfois des « girondins » (ou « girondistes »), mais plus souvent des « brissotins », des « rolandistes » (ou « rolandins ») et des « buzotins » (en référence au député Buzot, l'un des principaux orateurs des Girondins).
Le nom de « girondins » est lié à celui du département de la Gironde, dont étaient issus cinq députés de ce groupe à l'Assemblée législative, Vergniaud, Guadet, Gensonné, Jean-Antoine Lafargue de Grangeneuve et Ducos, plus un sixième à la Convention Nationale, Jean-Baptiste Boyer-Fonfrède.

## Caractéristiques et positionnement
« À la fin de 1791, le parti des girondins était encore au berceau ; il ne pouvait encore figurer, dans l'Assemblée, que par Brissot, Vergniaud le meilleur orateur de la Gironde, Isnard, Armand Gensonné, Condorcet, et hors de l'Assemblée, que par Buzot, Clavière, Roland… »

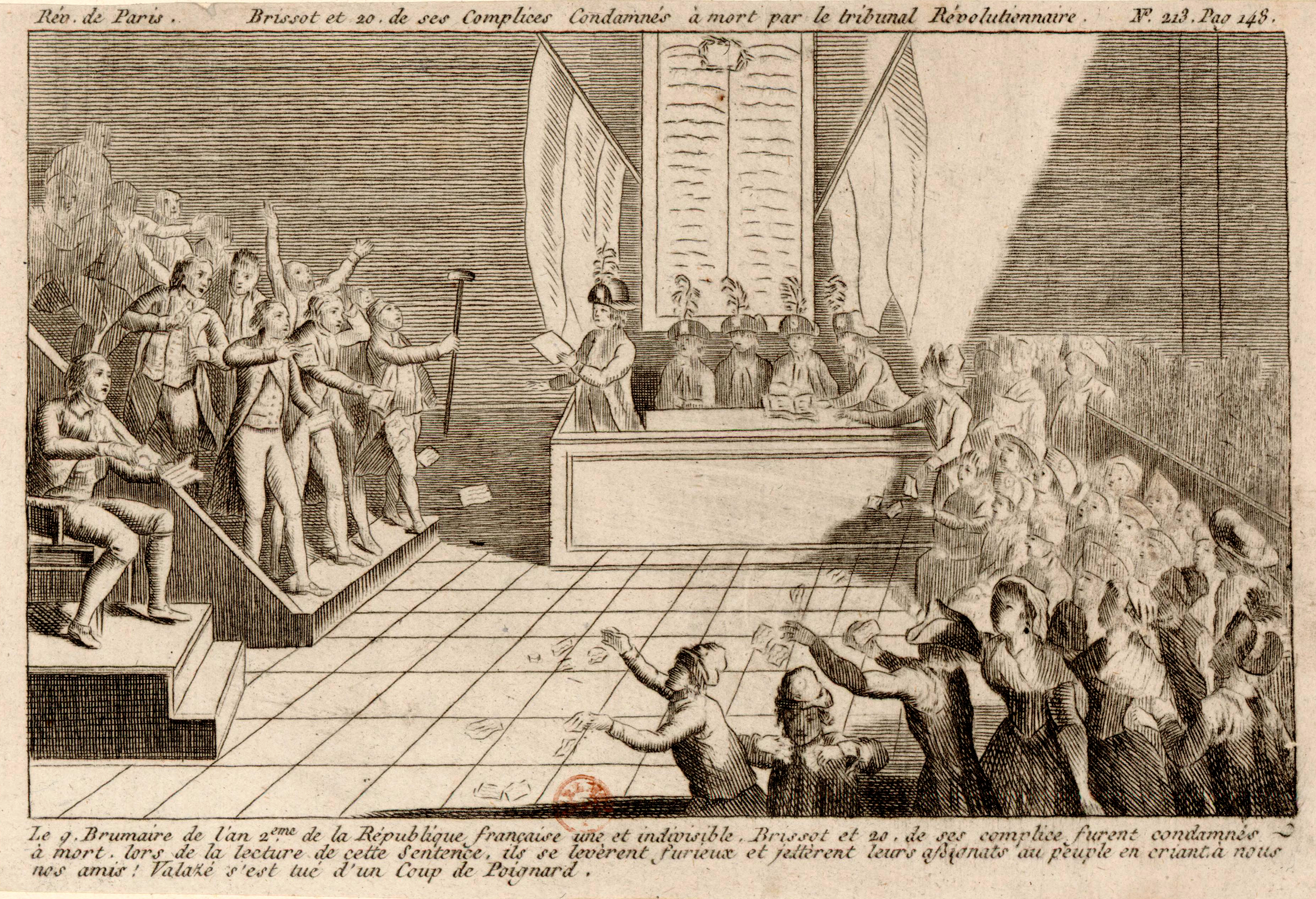
Jacques Pierre Brissot et vingt autres conventionnels girondins devant le Tribunal révolutionnaire.
Estampe anonyme, Paris, BnF, département des estampes, 1793.

À l'Assemblée législative, futurs montagnards et girondins s'accordaient sur la politique coloniale : la défense réussie des droits des hommes de couleur, libres entre octobre 1791 et mars 1792 par les décrets législatifs les 24 et 28 mars 1792 obtenus notamment par Brissot et Vergniaud, devenue la loi du 4 avril. En mai 1792, Robespierre salue cette loi  en laquelle il perçoit le seul élément positif de leur politique.
Sous la Convention nationale, le fossé se creuse entre les deux groupes. Les girondins se sont violemment affrontés aux Montagnards, incarnés par les figures de Robespierre, Danton et Marat. Le procès du roi engendre des divisions entre les plus radicaux qui souhaitent la mort et d'autres députés plus hésitants. Plusieurs députés de la Gironde proposent ainsi l'appel au peuple pour statuer de la peine à accorder à Louis XVI, ce que refusent les montagnards qui y voient une manœuvre dilatoire visant à donner du crédit aux voix royalistes dans le pays.
Politiquement, les girondins sont légalistes et réticents à considérer la Convention nationale comme seule incarnation de la souveraineté nationale. Condorcet suggère un projet de Constitution dans lequel il propose de nommer les ministres au suffrage universel direct, ce qui est refusé par les montagnards.
Pour l'historien Jean-Clément Martin, les girondins incarnent une orientation de la Convention « hésitante sur le sort du roi et hostile à Marat et aux sans-culottes. Ils étaient soucieux des formes de la légalité, confiants en la représentation politique, attachés à son pouvoir centralisé, convaincus de la défense des droits naturels protecteurs des personnes et réticents envers l'expression d'une volonté générale, qu'elle soit portée par une communauté ou par un corps constitué. Cette orientation les opposerait aux montagnards et à la culture des sans-culottes assurant que des représentants, les « législateurs », peuvent incarner en eux-mêmes la volonté nationale, confondant en leurs personnes assemblées la légitimité nationale ».
En matière économique, Jean-Marie Roland se prononce pour la liberté de circulation des denrées, s'opposant ainsi à Robespierre et aux montagnards, réticents à instaurer une liberté absolue des propriétaires, bien que ces derniers soient aussi libéraux mais plus enclins à concéder des mesures d'exception en matière sociale.
L'influence des girondins était prépondérante à la Convention jusqu'à leur chute, de sorte que l'on parle parfois de « Convention girondine » pour la période allant de son ouverture, le 21 septembre 1792, jusqu'en juin 1793. En se fondant sur les arrestations consécutives au 2 juin, et sur les décrets du 8 juillet rendu par Saint-Just et du 3 octobre 1793 rendu par Amar, l'historienne Jacqueline Chaumié estime les conventionnels girondins au nombre de 137 .

## Période de l'Assemblée constituante

### Débuts de la Révolution (juillet 1789-juin 1791)
Le 9 juillet 1789, les États généraux réunis depuis le 5 mai à Versailles deviennent l'Assemblée nationale constituante. Des réformes importantes ont lieu sous l'impulsion du parti patriote : abolition des privilèges (4 août 1789), Déclaration des droits de l'homme et du citoyen, liberté de la presse, restructuration territoriale du royaume (création des communes et des départements), réorganisation de l'Église catholique, etc.
Des tensions apparaissent, se traduisant par le phénomène de l'émigration de nombreux nobles (souvent officiers dans l'armée), notamment celle des frères de Louis XVI. Le parti patriote se divise en plusieurs courants, dont le principal est la société des Amis de la Constitution, généralement appelé Club des jacobins.
En juin 1791, Louis XVI quitte clandestinement le château des Tuileries où il réside depuis octobre 1789, mais il est arrêté à Varennes-en-Argonne, puis ramené prisonnier à Paris, sous la surveillance de la Garde nationale. La majorité de l'Assemblée, menée par La Fayette, député et commandant en chef de la Garde nationale, décide de le maintenir sur le trône, en affirmant qu'il a été victime d'un enlèvement par des émigrés. C'est l'origine d'une crise majeure, la cassure des patriotes entre ceux qui veulent préserver la monarchie constitutionnelle (La Fayette) et ceux qui veulent passer à la république (Robespierre). Le peuple des sans-culottes parisiens est favorable à la république, d'autant plus que l'Assemblée a établi un système de suffrage censitaire qui les prive du droit de vote.

### La tentative de fuite du roi (juin 1791) et ses conséquences
Après la fuite du roi à Varennes le 20 juin 1791, les factions avancées et la majorité des jacobins signèrent le 17 juillet 1791 au Champ-de-Mars une pétition demandant la déchéance de Louis XVI et l'établissement d'une république en France. Cet événement qui dégénéra en tragédie (la fusillade du Champ-de-Mars) créa une scission au sein des jacobins et marqua un des tournants de la Révolution française.
À Pillnitz, le 27 août 1791, l'empereur, chef de la maison de Habsbourg, et le roi de Prusse signent une déclaration à l'attention des souverains d'Europe désignant le danger qui menace le trône de Louis XVI.

## Période de l'Assemblée législative jusqu'au début de la guerre (octobre 1791-mai 1792)

### La nouvelle assemblée
En septembre, la constitution est promulguée par le roi et l'Assemblée constituante est remplacée par l'Assemblée législative, dont les 745 députés sont élus au cours du mois de septembre. Aucun d'eux ne siégeait à la Constituante, le renouvellement du mandat ayant été expressément exclu. La première séance a lieu le 1er octobre.
Le principal groupe est constitué par les membres du Club des feuillants (250 députés), partisans de la défense de la monarchie constitutionnelle ; le Club des jacobins a 136 membres élus ; les autres députés sont plutôt proches des feuillants. Mais les jacobins sont bien implantés à Paris, dont le maire à partir de cette époque est Jérôme Pétion.
Parmi les jacobins, un groupe se met en avant assez vite autour de Brissot, de Condorcet et des députés du département de la Gironde Guadet, Gensonné et Vergniaud.

### Le problème de la guerre
Il est posé dès le début de l'Assemblée législative, notamment à cause des tensions extérieures suscitées par les émigrés. Une autre source de tensions est la situation de la famille royale, qui a des liens de parenté avec plusieurs monarques européens (le roi d'Espagne est un Bourbon ; Marie-Antoinette est la sœur des empereurs Joseph II, puis Léopold II, la tante de François II).
Un des grands problèmes de cette période est lié à la menace de guerre entre la France révolutionnaire et les monarchies européennes, notamment celle de l'empereur François II, chef de la maison de Habsbourg, neveu de Marie-Antoinette, menace attisée par nombre d'émigrés appartenant généralement à des tendances contre-révolutionnaires.

### Les débats sur la guerre à l'Assemblée et dans les clubs (octobre 1791-avril 1792)

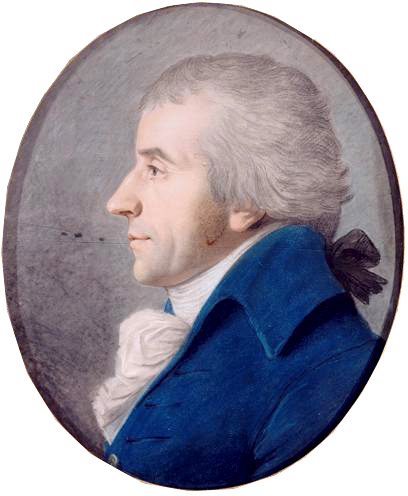
Jacques Pierre Brissot,
peinture de Fouquet, Versailles, châteaux de Versailles et de Trianon, 1792.

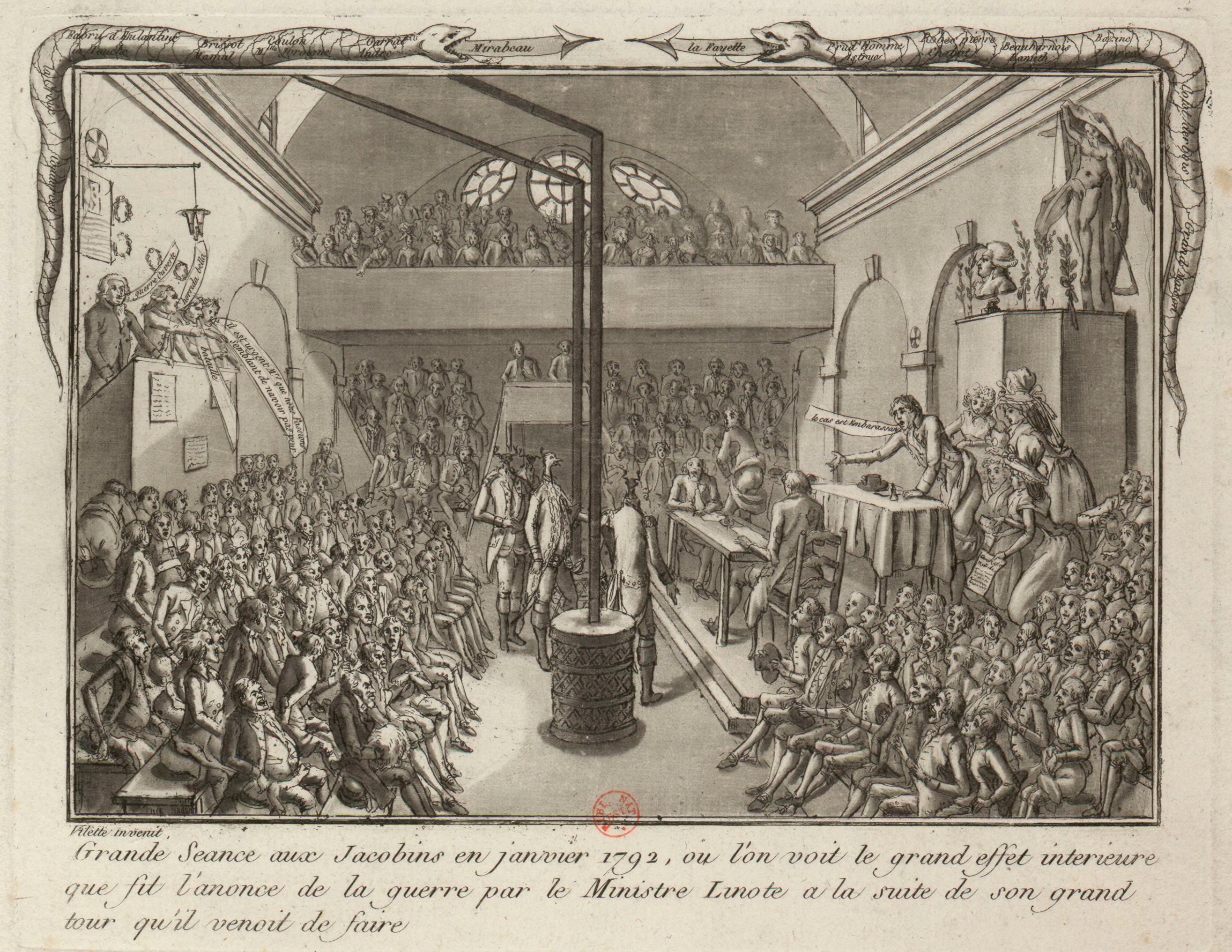
Estampe satirique monarchiste représentant le débat sur la guerre au club des Jacobins en janvier 1792 (Paris, BnF, département des estampes et de la photographie).

Les questions de l'opportunité de la guerre sont débattues pendant plusieurs mois, d'octobre 1791 à avril 1792. L'armée des émigrés s'agitant près des frontières françaises, donne l'occasion aux girondins de mettre en pratique leur idée d'étendre le message de la Révolution aux peuples d'Europe, soumis à « l'esclavage des tyrans ». Ils portent donc le problème à l'Assemblée, le 22 octobre, avec un discours de Vergniaud et, le 31 octobre suivant avec une intervention d'Isnard. Le 9 novembre, l'Assemblée décrète que tous les émigrés doivent rentrer en France avant le 1er janvier 1792. Dans son discours du 16 décembre 1791 à l'Assemblée qui ouvre le grand débat sur la guerre, le girondin Brissot déclare : « … Et nous dont les frontières sont menacées, dont les réquisitions sont rejetées, nous, hommes libres, nous balancerions. La défiance est un état affreux. Le mal est à Coblentz (…) Le pouvoir exécutif va déclarer la guerre : il fait son devoir, et vous devez le soutenir quand il fait son devoir… » Mais, dans l'immédiat, rien ne menace la France au point de se lancer dans l'aventure d'une guerre contre les puissances européennes.
Quand en novembre 1791, Robespierre rentre à Paris, venant d'Arras, il n'est plus député mais demeure l'une des principales figures des jacobins, dont il a assuré la cohésion au moment de la scission des feuillants le 16 juillet 1791. (Après les élections législatives, le 1er octobre suivant, le Club très réduit à la suite de ces défections, recevra l'afflux de nouveaux députés, notamment ceux de la future Gironde). Robespierre est élu à la présidence des jacobins le 28 novembre 1791.
Dans un premier temps, Robespierre se prononce pour la guerre, au contraire de Billaud-Varenne. Puis, modifiant sa position, il s'oppose nettement à Brissot dans plusieurs discours.

### Division des jacobins (décembre 1791)
Entre la France révolutionnaire et l’Europe dynastique, la guerre paraît inévitable ; la seule incertitude demeure alors celle de la date de son déclenchement. Robespierre, le 12 décembre, au club des jacobins, dans un nouveau discours, modifie sa position et conclut : « La guerre est le plus grand fléau qui puisse menacer la liberté dans les circonstances où nous sommes ». Mais en ces mois décisifs qui suivront, il ne fera aucune contre-proposition à la guerre, et à ce sujet les jacobins sont très divisés.
Les partisans de la guerre semblent l’emporter. Pourtant dans ses différents discours aux jacobins, Robespierre se montre à ce moment très réaliste sur les conséquences d’une guerre dans l’immédiat : « Domptons nos ennemis du dedans et ensuite marchons à tous les tyrans de la terre… » ou bien « La plus extravagante idée qui peut naître dans la tête d’un politique est de croire qu’il suffise à un peuple d’entrer à mains armées chez un peuple étranger, pour lui faire adopter ses lois et sa constitution. Personne n’aime les missionnaires armés… » (Extrait du discours du 2 janvier 1792 aux jacobins). Danton, Camille Desmoulins, Marat, Billaud-Varennes, Anthoine, Panis, Doppet, Santerre, Hébert, Sylvain Maréchal, Philibert Simond, Collot d'Herbois, Fréron, François Robert, Chabot, Bazire, Merlin de Thionville, Charlier, Dusaulchoix maintiennent le cap et suivent Robespierre dans son opposition à la guerre offensive. Couthon, jacobin et futur ami de Robespierre, écrit en revanche en décembre 1791 : « Le plus grand nombre est pour la guerre. Et je crois que c’est ce qui convient le mieux ». Cependant, dans son discours du 29 février 1792, appelant à la suppression totale des droits féodaux, il infléchit sa position : le combat contre les ennemis de l'intérieur et pour la radicalisation sociale doit primer sur les ennemis de l'extérieur. Le 30 avril 1792, un journal girondin, La Chronique de Paris, attaque six futurs députés montagnards jacobins, comme, selon l'auteur, agents de la cour « qui ont toujours été du parti contre la guerre » : Maximilien Robespierre, Jean-Paul Marat, Camille Desmoulins, Jean-Marie Collot d'Herbois, François Robert, Stanislas Fréron.

### Montée des tensions en Europe (février-avril 1792)
Le 16 février 1792 la Prusse et l'Autriche signent un traité d'alliance contre la France. L'Espagne, la Russie et la Suède rappellent leurs ambassadeurs.
Voyant alors dans la guerre le salut de la Révolution, Brissot prône la guerre contre tous ceux qui, en Europe, encouragent la résistance aux lois révolutionnaires ou n’observent pas un gage de neutralité en désarmant les émigrés. Il trouve un adversaire résolu chez Maximilien de Robespierre, ainsi que le chevalier de Pange, jeune journaliste pacifiste.
D'autre part le Roi et la Reine, convaincus que leur salut ne peut venir que de la défaite des révolutionnaires, rendent la guerre inévitable. Pour eux le salut de la monarchie passe par le recours aux princes étrangers.

### Le gouvernement girondin (mars-juin 1792)
Les girondins entrent dans le gouvernement de Louis XVI au mois de mars 1792, alors que jusque-là, les ministres étaient issus de groupes plus modérés, notamment celui des Feuillants.
Les ministres girondins
- Jean-Marie Roland de La Platière (1734-1793) est
  - ministre de la Justice du 23 mars au 13 avril, remplacé par Antoine Duranthon, girondin ;
  - ministre de l'Intérieur du 24 mars au 13 juin ;
- Antoine Duranthon (1736-1793) est ministre de la Justice du 13 avril au 4 juillet, remplacé par Étienne de Joly, feuillant.
- Étienne Clavière (1735-1793) est ministre des Finances du 24 mars au 13 juin, remplacé par Antoine Duranthon pour quelques jours, puis par Jules-Émile-François Hervé de Beaulieu.
- Joseph Servan (1741-1808) est ministre de la Guerre du 9 mai au 13 juin, remplacé par Dumouriez, puis par Lajard

Une des grandes décisions du gouvernement girondin est de donner son accord à l'entrée en guerre de la France (20 avril), aussi voulue par les monarchistes contre-révolutionnaires, pour des raisons très différentes.
Le 13 juin 1792 voit le renvoi de plusieurs ministres par Louis XVI en raison de leur comportement jugé irrespectueux.

### L'entrée en guerre contre l'Autriche (20 avril 1792)
Pendant ce temps les girondins agissent et argumentent dans le sens de Brissot et des brissotins, et la presque totalité de l'Assemblée vote la guerre le 20 avril 1792. Une dizaine seulement sur 750 refuse : sept lamethistes, le trio cordelier composé de Chabot, Basire et Merlin de Thionville, ainsi que le jacobin Charlier. Déclarée au « roi de Bohême-Hongrie, » c'est-à-dire à l'empereur du Saint-Empire romain germanique (l'Autriche), la guerre comprenait aussi la Prusse qui était l'alliée de François II. Cette guerre allait durer 23 ans et entraîner toutes les nations d'Europe. Un journal jacobin les Révolutions de Paris, auquel collaborait Sylvain Maréchal, écrivait « Les guerres sont comme les fléaux, on sait quand elles commencent, on ne sait jamais quand elles finissent ». Le jour même, Condorcet doit interrompre la présentation à l'Assemblée législative de son grand projet d'instruction publique.
Les girondins ont voulu la guerre, ils ont su entraîner une grande partie de la France dans cette aventure, croyant que la guerre résoudrait les nombreux problèmes intérieurs que la Révolution a fait naître mais peut-être sans assez travailler les problèmes de fond, comme la capacité du pays à soutenir, sans alliés, un conflit contre les rois coalisés, tout en prétendant « républicaniser » l'Europe, ni même penser aux conséquences qu'un conflit pourrait avoir sur la Révolution elle-même. Il suffira des revers subis les premiers jours pour mettre les girondins en mauvaise posture à l'Assemblée.
Dès la déclaration de la guerre, Robespierre, pour qui Vergniaud ne cache pas son estime, ne diffère plus de ses adversaires que dans le choix des moyens de la conduire et apporte, dès lors qu'elle est commencée, son adhésion pleine et entière. Entre Robespierre et Brissot, le fossé s'élargit mais, même si la tension commence à monter, ils se rapprocheront à nouveau au sein des jacobins. Ce n'est pas encore la période des affrontements terribles où montagnards et girondins voudront se détruire.

### Débuts de la guerre (du 20 avril à la mi-juin)
Très rapidement, l'armée française, désorganisée par l'émigration ou le retrait des officiers nobles, est en situation difficile. La perspective est donc celle de la défaite militaire et de l'écrasement de la révolution.

## La crise de juin-juillet 1792

### Le renvoi des ministres girondins (13 juin)
Le 13 juin le roi met son veto aux décrets votés par l'Assemblée nationale et renvoie les ministres girondins.

### La journée du 20 juin

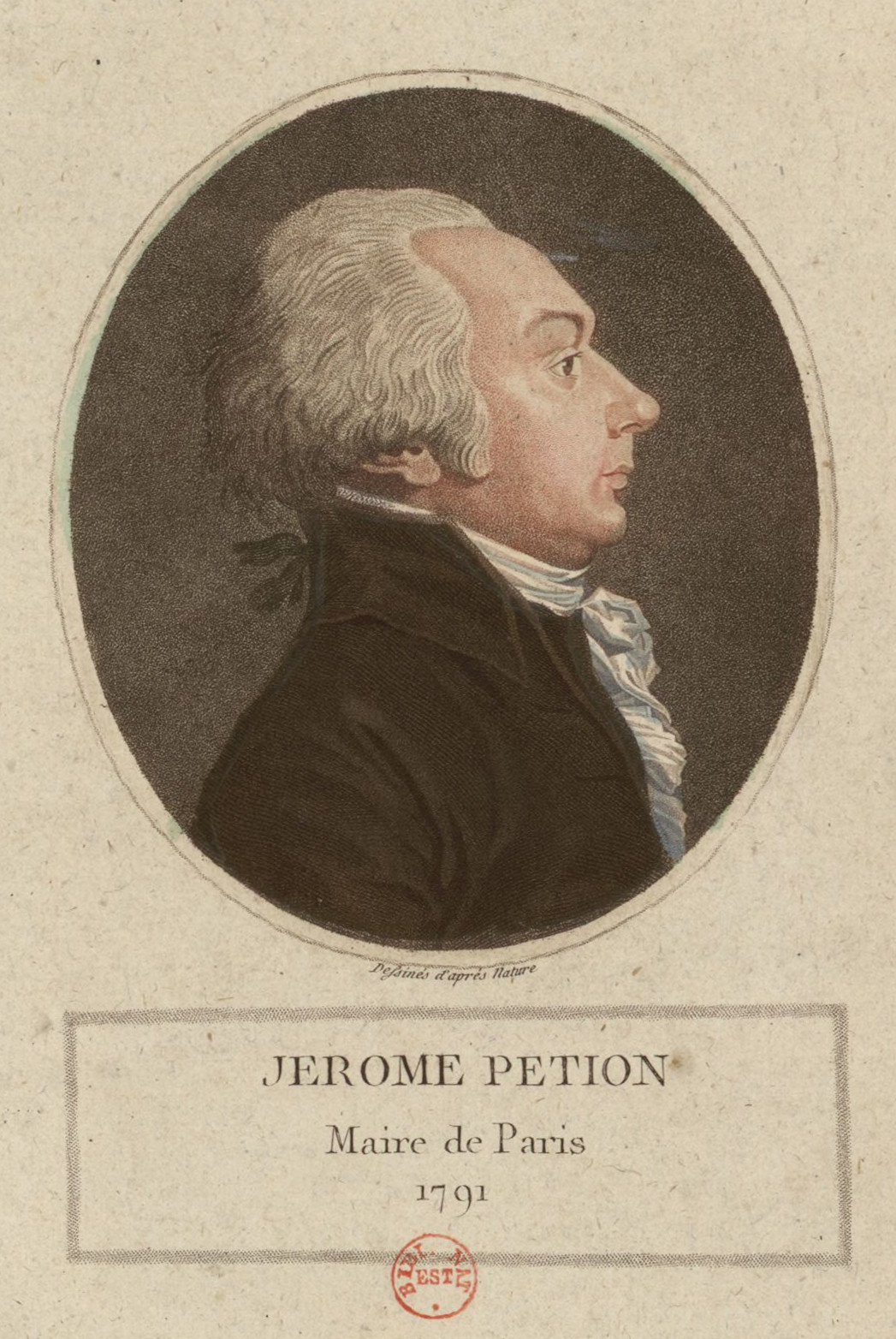
Jérôme Pétion de Villeneuve, maire de Paris,
Paris, BnF, département des estampes et de la photographie, 1791.

En représailles et afin de faire plier le roi, malgré l'interdiction de tout rassemblement, les girondins organisent une journée qu'ils veulent « pacifique » (sans violences) le 20 juin. Cette date est symbolique : c'est l'anniversaire à la fois du serment du Jeu de paume de 1789 et de la tentative de fuite du roi en 1791.
Les événements vont dépasser les limites prévues par Jérôme Pétion de Villeneuve, maire de Paris et les membres du conseil de Paris.
La manifestation reste sans résultat positif apparent, Louis XVI, malgré l'invasion des Tuileries et les pressions subies, ne revient pas sur sa décision de ne pas signer les décrets et de reprendre les ministres girondins renvoyés. Pétion sera congédié le 8 juillet, pour ne pas avoir su maintenir l'ordre, mais, grâce à la pression des jacobins, il retrouvera son poste dès le 13 juillet suivant.
Ce jour-là, et même s'ils n'ont pas voulu ces débordements, le légalisme des girondins et leur respect de la Constitution cède le pas à leur parti-pris politique.
La Montagne n'y participant pas, cet échec aura des conséquences négatives pour les girondins ; non seulement cela fera monter d'un cran l'antagonisme entre patriotes et monarchistes, en renforçant la position du roi, mais encore la manifestation du 20 juin conduira les « sans culottes » des faubourgs à l'Assemblée.
Des chefs sont apparus (Santerre). Ces hommes n'oublieront pas le chemin des Tuileries ; ces patriotes, ayant pénétré dans le Palais et humilié le roi, ont compris que désormais il est possible d'en finir avec la monarchie.
L'évènement politique qui se produit ce jour-là doit être analysé en termes de rupture ; si les sections parisiennes font leur entrée dans la salle du Manège, c'est qu'elles sont en train de le faire dans la vie politique.
Les montagnards refusèrent de s’associer à la journée du 20 juin, pour certains se tenant à l'écart ou pour d'autres la trouvant prématurée, mais les évènements qui ne vont pas manquer d'apparaître, leur permettront de préparer, dès le début du mois de juillet suivant, la journée révolutionnaire du 10 août.
Même si cela n'est pas visible dans l'immédiat, les girondins sortiront affaiblis de cette journée car, par son refus de lever le veto et le calme dont il a fait preuve, le roi, aux yeux de l'opinion, paraît sortir vainqueur de l'affrontement. Girondins et montagnards se trouvent plus que jamais opposés quant à la politique à mener. Les premiers veulent freiner la Révolution, alors que les seconds, sous l'impulsion de leurs chefs, veulent au contraire la relancer.

### Modération des girondins face à la crise (juillet 1792)

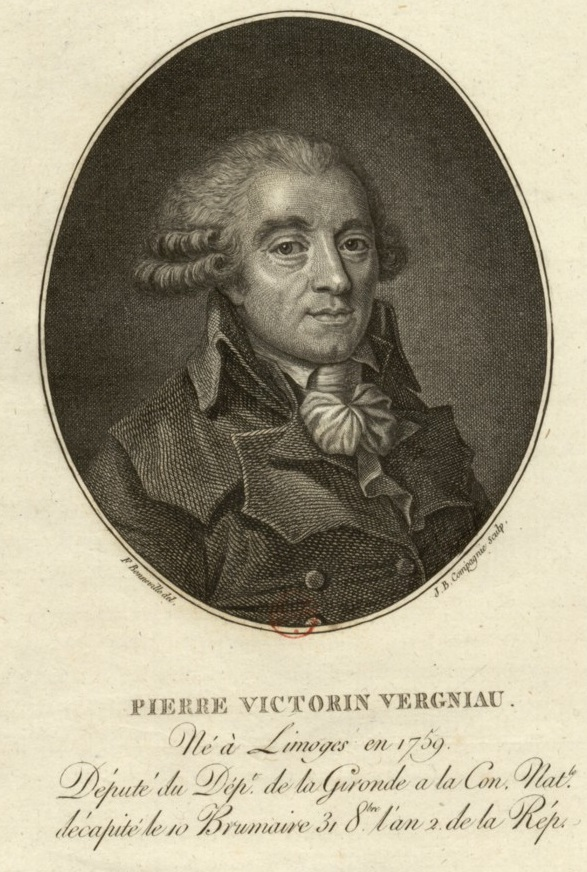
Pierre Vergniaud,
estampe de François Bonneville,
Paris, BnF, département des estampes, 1796.

Le 3 juillet, dans un discours prononcé à l'Assemblée, Vergniaud attaque violemment la monarchie, mais au moment où l'on peut croire qu'il va demander la déchéance du roi, il propose « d'arrêter la monarchie chancelante sur le penchant de l'abîme ». En fait, il conseille au roi de sauver sa couronne en rappelant des ministres patriotes. Ce même jour, il demande que la Patrie soit décrétée en danger.

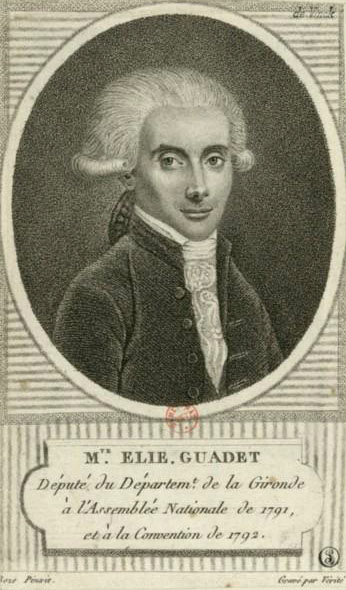
Élie Guadet, estampe gravée d'après un dessin de Joseph Boze,
Paris, BnF, département des estampes, vers 1792-1793.

Depuis leur élection à la législative, les girondins n'ont pas cessé d'attaquer la royauté afin de la déstabiliser, de la discréditer, pour en accélérer la chute. Mi-juillet, certains d'entre eux, les bordelais Gensonné, Guadet et Vergniaud sont pris d'inquiétude en voyant l'affrontement devenir inévitable. Afin de prévenir la catastrophe, ils décident de reprendre la route modérée en freinant toute action populaire dangereuse pour l'ordre social et tentent une ultime démarche pour sauver la monarchie. À partir du 20 juillet et à plusieurs reprises, Vergniaud et ses amis essaieront de rentrer en contact avec le roi. Mais toutes leurs tentatives se solderont par une fin de non-recevoir de la part de ce dernier. Le 28 juillet, Vergniaud écrira de nouveau au roi, en poursuivant, naïvement mais sans trop y croire désormais, les illusions qui ont inspiré sa conduite.
Même si la grande majorité des girondins ne participa pas à cette tentative de rapprochement avec le roi, tous redoutent cette insurrection populaire, qu'ils ont si longtemps appelée de leurs vœux. Ils décident donc d'essayer de la retarder et d'en atténuer les dégâts. Dans son discours du 23 juillet à l'Assemblée, Vergniaud met en garde ses collègues d'une trop grande précipitation. Le 26 juillet, Guadet lira à l'Assemblée la sommation au roi, rédigée par Condorcet et demandée par la Commission extraordinaire, mais sans évoquer la déchéance. Brissot, montant à la barre peu après, parlera dans le même sens. S'ils n'ont pas de mal à convaincre la majorité des élus, hostiles à la déchéance, il n'en est pas de même pour les tribunes populaires qui manifestent leur mécontentement. Les girondins perdent là la confiance des sections en se coupant des forces populaires à un moment important de la Révolution.
Robespierre lui-même a essayé de freiner les fédérés, afin de ne pas se laisser entraîner au-delà de ce qu'il souhaitait. Pendant la première moitié de juillet il réussira à s'imposer et à réclamer le respect de la Constitution. Mais le 29 juillet aux jacobins, il déclarera : « La principale source de nos maux est à la fois… dans le pouvoir exécutif (le roi) qui veut perdre l'État et dans la législative, qui ne veut et ne peut le sauver ». Si sa pensée a évolué, il n'est pas encore disposé à franchir le pas. Il ne se prononcera pas pour une déchéance, ni pour une insurrection.
Tous les députés girondins ont été élus et ont prêté serment, afin de maintenir les institutions, de respecter et de faire appliquer la Constitution, et pour certains, plus par légalisme que par monarchisme. Cette Constitution, acceptée par le roi le 14 septembre 1791, ne pouvait subir aucune révision pendant les dix prochaines années.
Des girondins, comme Condorcet ,, Brissot, Roland, Guadet, Vergniaud, Isnard, Ducos, Buzot et Etienne Clavière, étaient des républicains convaincus et de longue date. A propos de la question coloniale, Brissot, Condorcet, Guadet, Vergniaud, Gensonné, Ducos, Lasource et un de leurs proches, Jean-Philippe Garran-Coulon, menèrent un combat résolu pour faire triompher à l'assemblée législative la cause des droits à l'égalité des Blancs et des hommes de couleur libres qui furent finalement votés le 24 mars 1792 et ratifiés par le roi le 4 avril grâce aux nouveaux ministres jacobins Clavière et Roland.

### Les événements de juillet 1792
Chronologie des événements qui précèdent l’insurrection du 10 août.
- Le 1er juillet, l’Assemblée apprend que les armées françaises, sous les ordres de Luckner se replient sur Lille. Ce même jour, Vergniaud fait décréter la publicité des séances des corps administratifs[45].
- Le 2 juillet, l’Assemblée décrète qu’après la fête civique du 14 juillet, les fédérés se rendront au camp de Soissons le 18 juillet[46].
- Le 3 juillet, Vergniaud, dans un long discours à l’Assemblée, attaque le roi qu’il accuse de « se servir de ses pouvoirs pour immobiliser nos armées ». Il demande à celle-ci de décréter la Patrie en danger[47].
- Le 4 juillet, l’Assemblée à la suite du discours de Vergniaud décrète que, lorsque le péril deviendra extrême, le Corps législatif le déclarera lui-même et que toutes les autorités se mettront en permanences[47].
- Le 5 juillet, le roi exprime son désir de venir, avec les représentants du peuple, recevoir le serment des gardes nationaux le 14 juillet.
- Le 6 juillet, entrée en guerre de la Prusse.
- Le 7 juillet, l’Assemblée apprend qu’une armée de 50 000 Prussiens marche vers la frontière.
- Le 9 juillet, à l’Assemblée, Vergniaud et Condorcet accusent le roi d’avoir favorisé les ennemis de la France[48]. Ce même jour, Brissot, Vergniaud, et Condorcet demandent que soient décrétés d’accusation les ministres de la Guerre et de l’Intérieur choisis par le roi[49].
- Le 10 juillet, les ministres mis en cause démissionnent.
- Le 11 juillet, l’Assemblée décrète la Patrie en danger comme elle l’avait annoncé le 4 juillet. Ce même jour, Robespierre accueille aux jacobins les fédérés venus de la province à Paris et propose à l’assemblée « le serment à la seule patrie »[n 18]. Danton les recevra peu après aux Cordeliers où ils seront hébergés[50].
- Le 14 juillet, commémoration de la fête de la Fédération du 14 juillet 1790[51].
- Le 17 juillet et le 23 suivant, des pétitions des fédérés des départements demandent la suspension du roi et l’élection d’une Convention afin de réviser la Constitution[52].
- Le 17 juillet, le général Luckner envoie une lettre à l’Assemblée pour signaler le déséquilibre des forces en présence sur la frontière nord[53].
- Le 18 juillet, L’Assemblée décrète que la Commission des douze sera portée à 21 avec les suppléants. Les girondins y ont six membres dont Vergniaud, Guadet et Condorcet. Ce dernier sera nommé à la présidence le 21 juillet[54].
- Le 20 juillet, le directoire de Paris, de tendances très modérée, (qui soutient le roi) démissionne.
- Le 21 juillet, la Commission propose qu’une sommation soit faite au roi, afin que celui-ci nomme de nouveaux ministres. Vergniaud fera aboutir cette démarche à l’Assemblée.
- Le 22 et 23 juillet, après la proclamation solennelle de la Patrie en danger, la municipalité fait procéder à l’enrôlement des volontaires.
- Le 23 juillet, Louis XVI choisit son nouveau ministère : d’Abancourt devient ministre de la Guerre, Champion ministre de l'Intérieur, Dubouchage ministre de la Marine, Bigot de Sainte-Croix ministre des Affaires étrangères, et Dejoly ministre de la Justice[n 19]. Ce même jour sur proposition de Brissot, l’Assemblée vota la création d’une commission chargée d’examiner quels sont les actes qui peuvent entraîner une déchéance, ainsi que la rédaction d’une adresse au peuple pour le prémunir contre les mesures « inconstitutionnelles et impolitiques » qui lui seraient recommandées[55].
- Le 25 juillet le duc de Brunswick, généralissime des armées coalisées, lance son manifeste[n 20].
- Toujours ce 25 juillet, l’Assemblée décrète que les sections peuvent siéger en permanence. Ce jour-même arrivée à Paris des fédérés bretons[n 21].
- Le 26 juillet, la Commission des douze propose diverses mesures : notamment que les décrets d’urgence ne soient plus soumis à la sanction du roi ; que la liste civile allouée au roi soit sévèrement contrôlée[56].
- Le 27 juillet, l’Assemblée décrète que les sections peuvent créer un « bureau central de correspondance » à l’hôtel de ville[57].
- Le 29 juillet, Robespierre, dans un discours aux jacobins, développe le programme politique des futurs émeutiers. Il rédige aussi la plupart des pétitions des fédérés[58].
- Le 30 juillet, arrivée à la municipalité de Paris des fédérés marseillais (516 hommes), demandés par Barbaroux (qui est un élu de cette ville)[n 22].
- Le 31 juillet, la section Mauconseil déclare qu’elle ne reconnaît plus Louis XVI comme roi des Français.

## La chute de la monarchie (août-septembre 1792)

### Vers l’insurrection (du 1 au 9 août 1792)
Depuis le commencement de la guerre, la France n’a subi que des revers militaires, l’ennemi est aux frontières. La Patrie est en danger, et cela accentue la fermentation révolutionnaire. Le roi étant soupçonné de collusion avec l’ennemi, l’affrontement apparaît alors inévitable.
Le 1er août, le manifeste de Brunswick, publié à Paris, provoque un formidable sursaut révolutionnaire qui enflamme les sections, dont certaines ne reconnaissent plus Louis XVI comme roi des Français et ce dès avant cette date. Ce texte d’une rare maladresse prévoyait pour Paris des sanctions exemplaires. Louis XVI comprend tout de suite l’effet désastreux du manifeste et tente de le prévenir.
Le 3 août, celui-ci envoie un courrier au président de l'Assemblée pour essayer de se disculper, mais la lettre est mal reçue. Le mal est fait. Ce même jour, Pétion fait savoir à l’Assemblée, au nom de la Commune, que la presque totalité des sections demandent la déchéance du roi (47 sections sur 48). La déchéance tant redoutée par l’Assemblée ne peut plus être ajournée et doit être envisagée.
Le 4 août, la Commission des Vingt et un rappelle que seule l’Assemblée est habilitée à décréter la déchéance du roi. Ce même jour, Vergniaud fait annuler, par ses confrères députés, l’arrêté du 31 juillet dernier de la section Mauconseil comme inconstitutionnel. Dans la même journée, une délégation du faubourg Saint-Antoine, la section des Quinze-Vingts pose un ultimatum à l’Assemblée quant à la déchéance du roi, pour le 9 août à onze heures du soir. Passé ce délai, le peuple agira par lui-même.

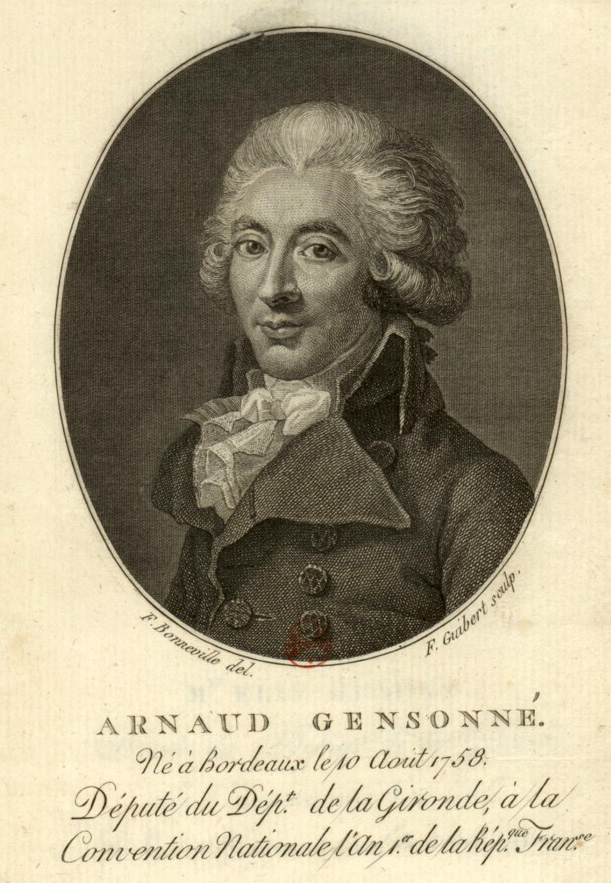
Armand Gensonné,
estampe de François Bonneville,
Paris, BnF, département des estampes, 1796.

Le 5 août, dans la Chronique de Paris, Condorcet exprime ses craintes d’une insurrection survenant alors que l’ennemi étranger est aux portes du pays. Mais il n’en continue pas moins, avec la Commission qu’il préside, à rechercher une solution à la crise, qu’il croit avoir trouvée avec le « plan Gensonné » tandis que, dans le Journal de Paris, le pacifique François de Pange critique avec véhémence le club des jacobins où « l'on admire la féconde immoralité de quelques hommes qui, chaque jour, savent offrir à notre étonnement un nouveau vice et porter l'impudence à des degrés inattendus […] Ils ont le projet d'appeler à Paris vingt mille hommes… Parisiens trop crédules, […] n'oubliez pas que les jacobins se destinent cette armée […] ».
Le 6 août, le girondin Gensonné, afin de rallier la majorité des députés, qu’il sait hostile à la déchéance, propose la suspension du roi ; ce qui a l’avantage d’éviter l’ouverture de sa succession, de respecter la Constitution et de préserver l’avenir, suivi par une invitation du peuple à former une Convention nationale. Mais le parti girondin, qui passe pour être le plus fort, n’a pas la majorité à l’Assemblée, et aura bien du mal à convaincre ses collègues de voter la suspension avant l’ultimatum posé par les sectionnaires.
Le 7 août, Pétion, responsable de l’ordre en tant que maire de Paris, quoique proche des girondins, demeure l’ami de Robespierre, à qui il demande de calmer les jacobins et de contribuer au départ des fédérés pour apaiser la capitale, afin que les députés puissent régler dans la sérénité la question de la déchéance du roi. Robespierre ne s'y oppose pas.
Le 8 août, le décret de mise en accusation de La Fayette, demandé par la Commission, présidée par Condorcet, que Robespierre et Brissot ont réclamé, est rejeté par l’Assemblée législative par 406 voix contre 224. Dès lors, il est probable que cette Assemblée étant dans sa grande majorité pour une monarchie constitutionnelle, mais aussi composée d’amis de La Fayette, n’acceptera aucune proposition de déchéance ni même de suspension. Devant ce vote, Robespierre, qui, jugeant l'Assemblée incapable de diriger les affaires publiques, a demandé la tenue de nouvelles élections le 29 juillet et s'est prononcé pour une réforme constitutionnelle établissant le suffrage universel, limitant les prérogatives du pouvoir royal et modifiant les rapports des représentants du peuple avec leurs commettants, ulcéré par l’aveuglement de celle-ci, ne donnera pas suite à la demande de Pétion,. Dans une lettre à Couthon, écrite le 9 août, il annonce que « la Révolution va reprendre un cours plus rapide, si elle ne s'abîme dans le despotisme militaire et dictatorial ».
Le 9 août est le jour que l’Assemblée s’est fixé pour examiner la question de la déchéance. À sept heures du soir, comme d’habitude, les députés se séparent. Ils n’ont pas pu arriver à se mettre d’accord ; ni sur la suspension, ni sur la déchéance de Louis XVI.

### L'insurrection du 10 août
Le 9 août à minuit, le tocsin se met à sonner. C’est le signal convenu pour le déclenchement de l’insurrection du 10 août 1792.

## Période de la Convention girondine (septembre 1792-2 juin 1793)

### Les girondins au pouvoir
- procès du roi (novembre 1792-janvier 1793)

### Le combat contre la Montagne (avril-mai)
Ce sont d’abord les girondins qui, pour cause de dénonciations calomnieuses, firent décréter l’arrestation de Marat par la Convention nationale le 13 avril 1793 ; mais celui-ci est acquitté par le Tribunal criminel extraordinaire et regagna l’Assemblée triomphalement le 24 avril 1793.
Afin d’enquêter sur les exactions de la Commune de Paris et de veiller à la sécurité de l’Assemblée, les girondins firent nommer une Commission des Douze avec pouvoir d’arrestation.
Hébert, substitut de la Commune de Paris, fut arrêté pour les mêmes raisons que Marat — dénonciations calomnieuses et appel à la violence. La Commission des Douze fut cassée puis rétablie. Les partisans de l'exagération révolutionnaire, dans les clubs et notamment aux Cordeliers, firent appel aux sections encadrées de la force armée.

### L'assaut de la Commune de Paris (31 mai-2 juin)

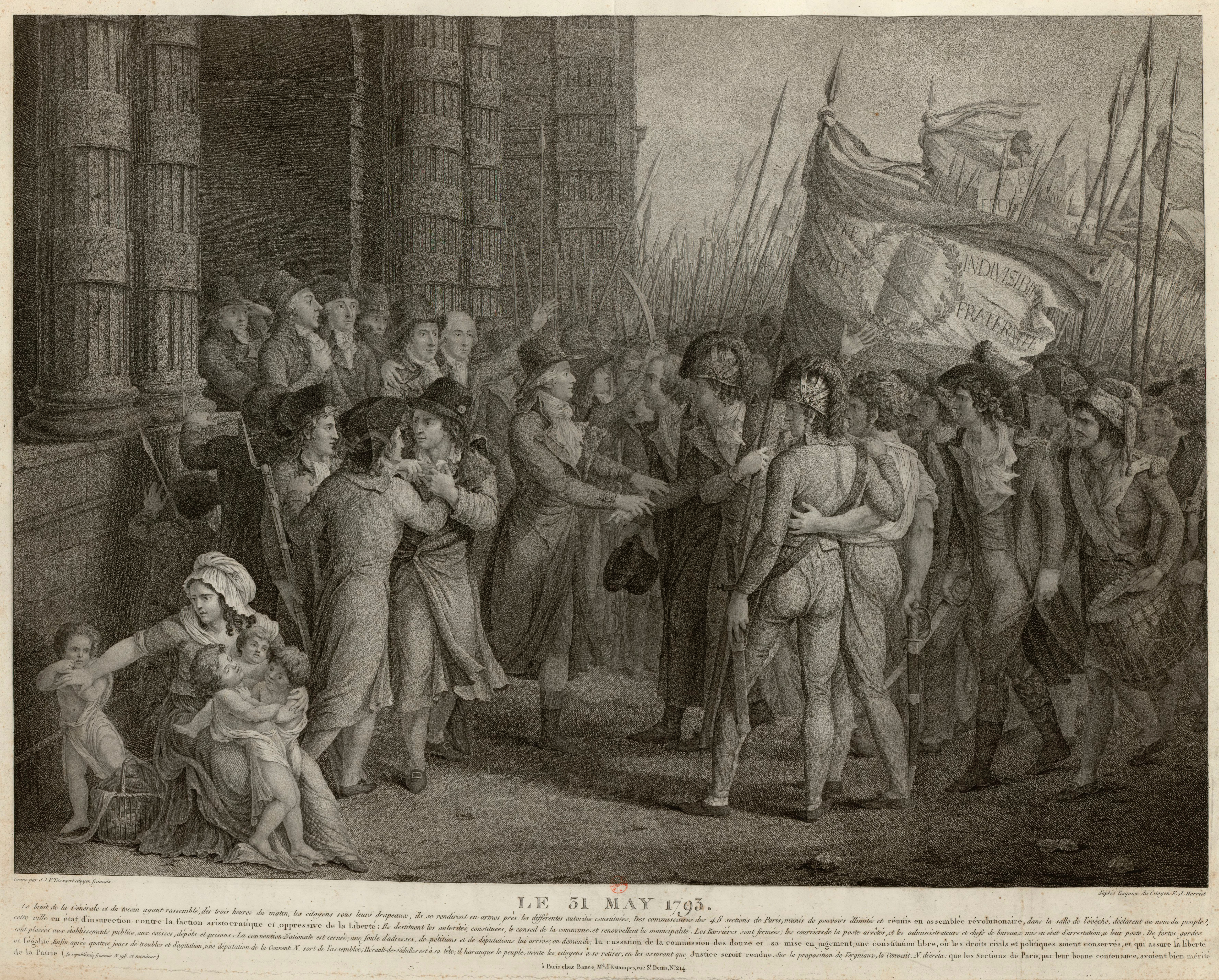
Le 31 mai 1793, estampe gravée par Jean-Joseph-François Tassaert d'après une esquisse de Fulchran-Jean Harriet, Paris, BnF, département des estampes et de la photographie, vers 1800.

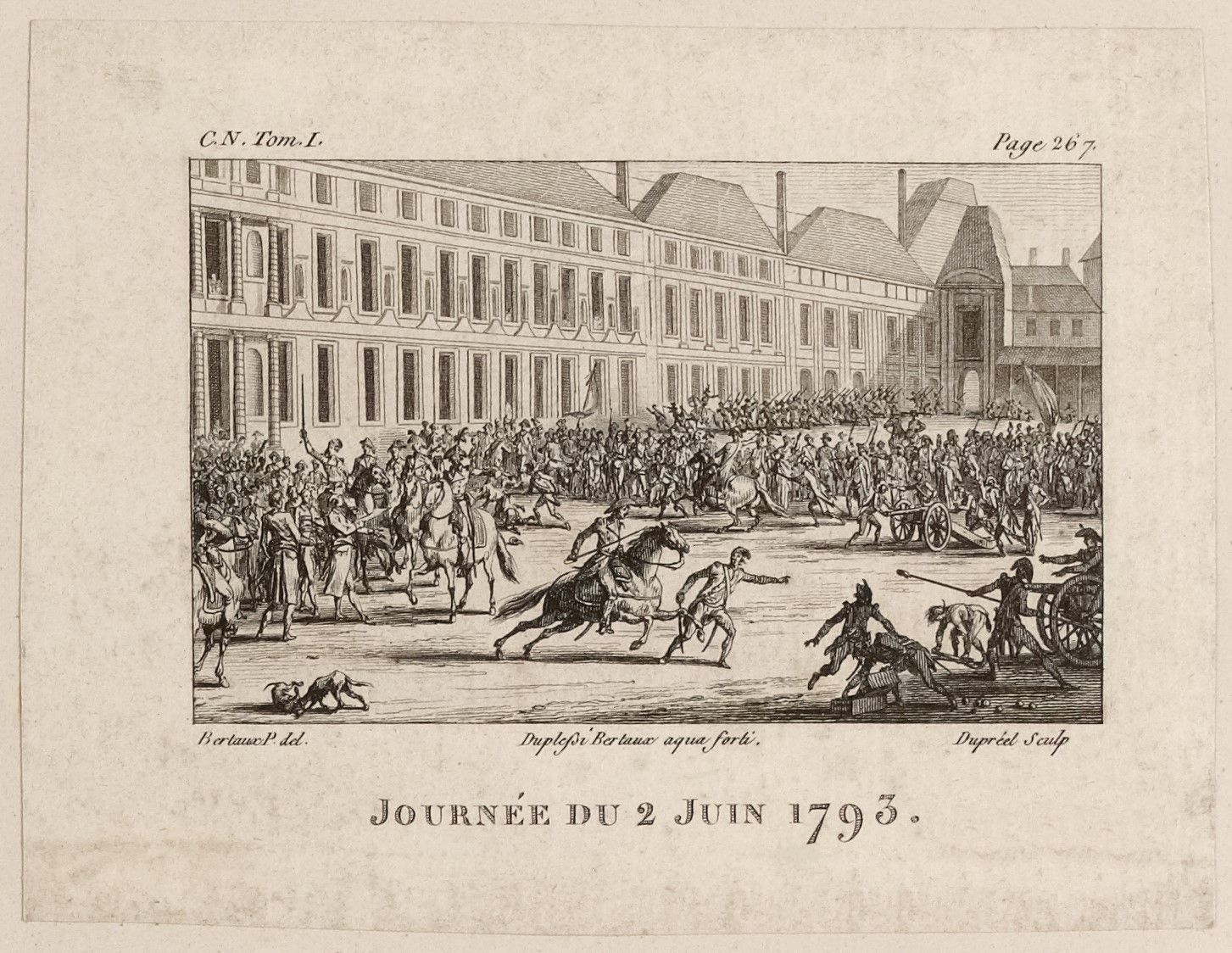
Journée du 2 juin 1793,
estampe de Pierre-Gabriel Berthault, musée Carnavalet.

Forte de l’appui de 36 sections, la Commune organisa les journées d’émeute des 31 mai et 2 juin 1793. La Convention nationale cernée par des canons pointés sur elle que contrôlait Hanriot, chef de la garde nationale, vota sous la contrainte l’expulsion de vingt-neuf députés girondins et de deux ministres, le ministre des Affaires Étrangères Pierre Hélène Marie Tondu, connu alors sous le nom de Pierre Lebrun (le patronyme de sa mère, qu'il avait adopté pendant dix années d'exil politique à Liège entre 1781 et 1791), et le ministre des Finances, Étienne Clavière ; les girondins sont vaincus.

## Après la défaite, l'élimination (juin-octobre 1793)

### L'échec des partisans de la Gironde (juin)
Peu fiers de leur capitulation du 2 juin et profitant de l'indécision de la Convention nationale sur le sort des reclus, du 6 au 19 juin, 75 parlementaires protestent en faisant circuler une pétition contre ce vote imposé sous la menace des armes. Ils sont restés dans l'histoire sous le nom des « 73 ». Dix d'entre eux étaient compris dans les décrets d'accusation. Lorsque, le 3 octobre, les signataires de la protestation furent déchus de leur mandat et décrétés d'arrestation, 16 étaient en fuite ou s'échappèrent, Garilhe fut oublié et Philippe-Delleville, absent de la séance, resta en liberté. Par conséquent, 59 de ces députés étaient effectivement arrêtés, à cette date. Dulaure fut compris sur la liste le 21 octobre, mais il était en fuite, Rabaut-Pommier le 4 décembre.
Placés en résidence surveillée, et devant l’évolution de la situation, plusieurs girondins réussirent à échapper à ce qu'ils considéraient comme un acte illégal puisque les motifs de leur arrestation ne leur avaient pas été notifiés.
Ceux qui avaient fui Paris entamèrent une campagne de protestation dans les villes où ils avaient trouvé refuge, notamment à Caen. La situation politique tournant à leur désavantage, ils se dispersèrent ; pendant quelques mois, certains trouvèrent refuge chez Madame Bouquey. Une conséquence de leur passage à Caen fut l’assassinat de Jean-Paul Marat par Charlotte Corday.
Le coup de force contre l’élite girondine fédéraliste de la Convention fut durement ressenti dans le Sud, le Sud-Ouest et l’Ouest du pays : Lyon, Bordeaux, Marseille et bien d’autres villes rompirent avec Paris dès juin 1793, amorçant une véritable « révolte des provinces » pour dénoncer l’attentat politique du 2 juin et l'illégalité du pouvoir en place.

### L'acte d'accusation
Le 3 octobre, Amar est chargé, au nom du Comité de sûreté générale, de rédiger un acte d’accusation. Ce texte développe les évènements des dernières années. Les actes des girondins y sont déformés, dénaturés et mis en relief de manière à les accabler en les présentant comme des conspirateurs hostiles à la République ayant tenté de faire avorter la Révolution afin de rétablir la monarchie en sauvant le « tyran », n’hésitant pas à lancer le pays dans les horreurs de la guerre civile. Les girondins y apparaissent comme une « faction de traîtres liberticides » nuisibles pour la France et à la solde de l’étranger,.
Ce même jour, Amar commence par demander la fermeture des portes de la Convention pour empêcher toute sortie. Il exige ensuite que soient ajoutés au décret d'arrestation les 73 députés qui avaient protesté contre l'expulsion de leurs collègues girondins le 2 juin 1793. L'arrestation est votée sans discussion. Robespierre s'oppose alors à cette mise en accusation et parvient à convaincre la Convention d'épargner ces 73 députés, déclarant : « La Convention nationale ne doit pas chercher à multiplier les coupables ». Selon l'historien Roger Dupuy, « Robespierre s'attachait ainsi la reconnaissance d'une large partie du côté droit qui lui devait sa survie. » Quelques jours auparavant, le 25 septembre, l'Incorruptible avait rudoyé l'Assemblée pour qu'elle renouvelle sa confiance momentanément ébranlée au Comité de salut public ; au préalable, il avait ménagé l'extrême gauche parisienne en ne s'opposant pas à la nomination de l'hébertiste Ronsin à la tête de l'armée révolutionnaire imposée par les sans-culottes des sections de Paris le 5 septembre. Ce faisant, Robespierre poursuit une « stratégie subtile pour maintenir l'unité des patriotes et exercer une sorte de chantage sur le côté droit, le tout lui garantissant une majorité composite contre des opposants qu'on pourrait toujours diviser pour les réduire successivement ».

### Les procès

#### Déroulement du procès

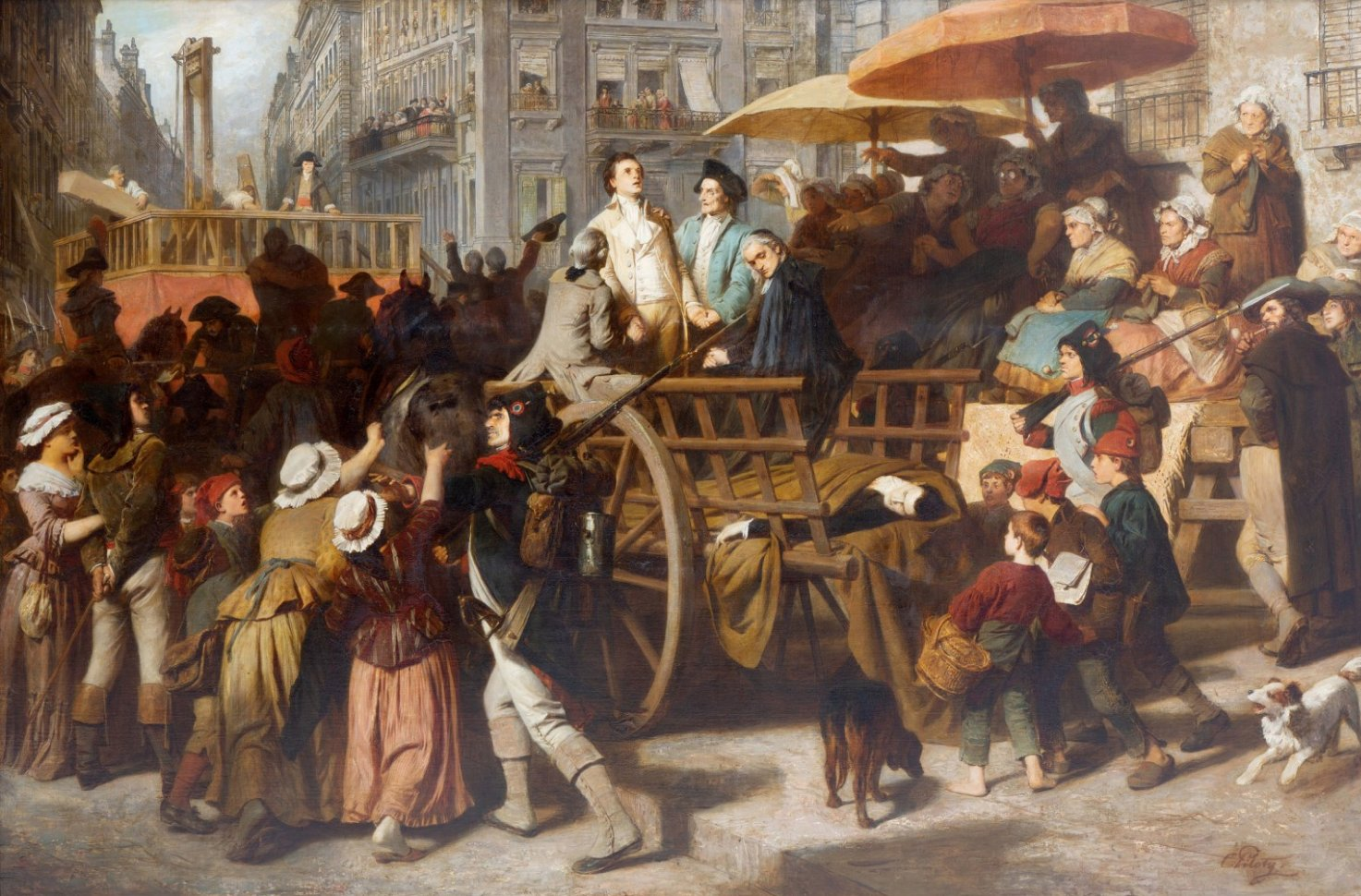
Derniers moments des Girondins, 31 octobre 1793, huile sur toile de Carl Theodor von Piloty, 1880.

Le procès des vingt-et-un députés arrêtés à Paris (particulièrement Brissot, Vergniaud, Gensonné, Viger, Lasource, etc.), qui occupa les audiences du Tribunal révolutionnaire des 24-30 octobre 1793, fut une mascarade.
Dès le début du procès, la gauche jacobine n'était pas rassurée. Elle craignait toujours l'éloquence d’un Vergniaud ou d’un Brissot, et un retournement des Parisiens, las de la guillotine, était toujours possible. Le procès fut précipité ; on fit comprendre au tribunal qu'il compromettait la liberté. Voté séance tenante, un décret fut immédiatement porté au palais de Justice ; désormais les juges n'auraient plus qu'à se déclarer « suffisamment éclairés »,.
Face à l'accusation qui les englobait tous sous un même chef d'inculpation qui, peut-être à l'exception de Brissot, leur parut infondé, ils se rebellèrent. Évacués de force hors de la salle d'audience, ils apprirent qu'ils avaient été condamnés sans avoir pu se défendre. Les comptes rendus de leur procès tels qu'ils ont été publiés par cette justice révolutionnaire, tels les Procès fameux de Desessarts sont sujets à caution et inutilisables au premier degré[réf. nécessaire].

#### La mise à mort du 31 octobre 1793
Les 21 députés ont été condamnés à mort et guillotinés le 31 octobre 1793 — à l'exception de Valazé qui se suicida dans la salle après la lecture du verdict.
- Jacques Pierre Brissot, âgé de 39 ans, député de l'Eure-et-Loir
- Pierre Victurnien Vergniaud, âgé de 35 ans, député de la Gironde
- Marc David Lasource, âgé de 39 ans, député du Tarn
- Jean-François Ducos, âgé de 28 ans, député de la Gironde
- Arnaud ou Armand Gensonné, âgé de 35 ans, député de la Gironde
- Claude Romain Lauze de Perret, âgé de 46 ans, député des Bouches du Rhône
- Jean-Louis Carra, âgé de 50 ans, député de Saône & Loire
- Jean-François Martin Gardien, âgé de 39 ans, député du Département d'Indre & Loire
- Charles Éléonor Dufriche-Valazé, âgé de 42 ans, député de la Gironde
- Jean Duprat, âgé de 33 ans, député des Bouches du Rhône
- Charles Alexis Brûlart de Genlis dit Sillery, âgé de 57 ans, député de la Somme
- Claude Fauchet, âgé de 49 ans, député du Calvados
- Jean-Baptiste Boyer-Fonfrède, âgé de 27 ans, député de la Gironde
- Benoît Lesterpt-Beauvais, âgé de 43 ans, député de Haute-Vienne
- Gaspard-Séverin Duchastel, âgé de 27 ans, député des Deux-Sèvres
- Pierre Mainvielle, âgé de 28 ans, député des Bouches du Rhône, natif d'Avignon
- Jacques Lacaze, âgé de 42 ans, député de la Gironde
- Pierre Lehardy, âgé de 35 ans, député du Morbihan
- Jacques Boileau, âgé de 41 ans, député de l'Yonne
- Charles-Louis Antiboul, âgé de 40 ans, député du Var
- Louis-François-Sébastien Viger ou Vigée, 36 ans, député de Mayenne et Loire

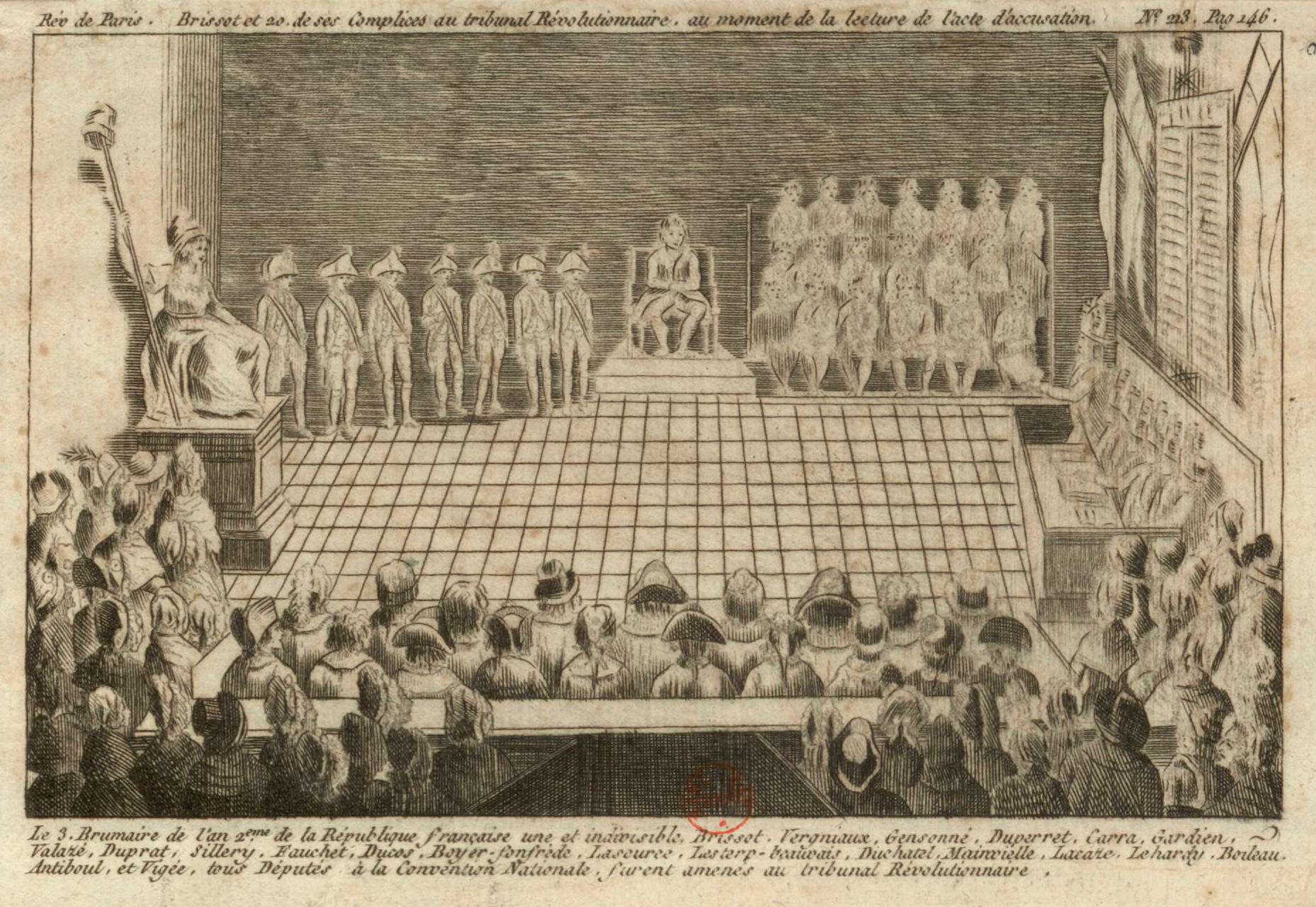
Brissot et vingt autres conventionnels girondins devant le Tribunal révolutionnaire, au moment de la lecture de l'acte d'accusation. Estampe anonyme, Paris, BnF, département des estampes, 1793.
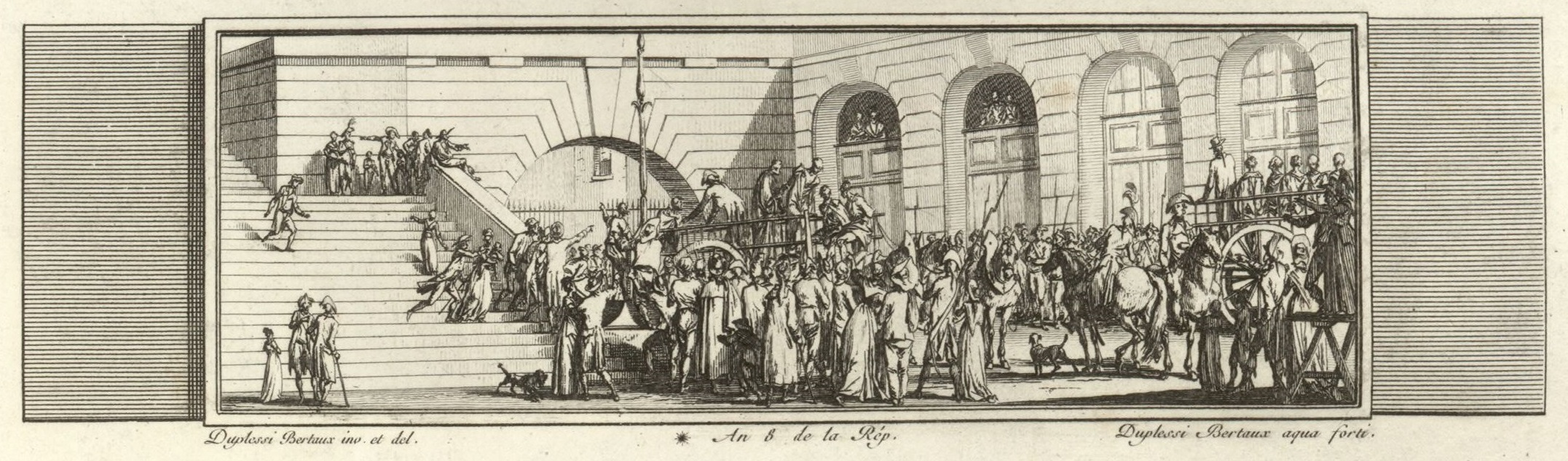
Départ des Girondins pour l'échafaud. Gravure de Duplessis-Bertaux, Tableaux historiques de la Révolution française, Paris, BnF, département des estampes, 1802.
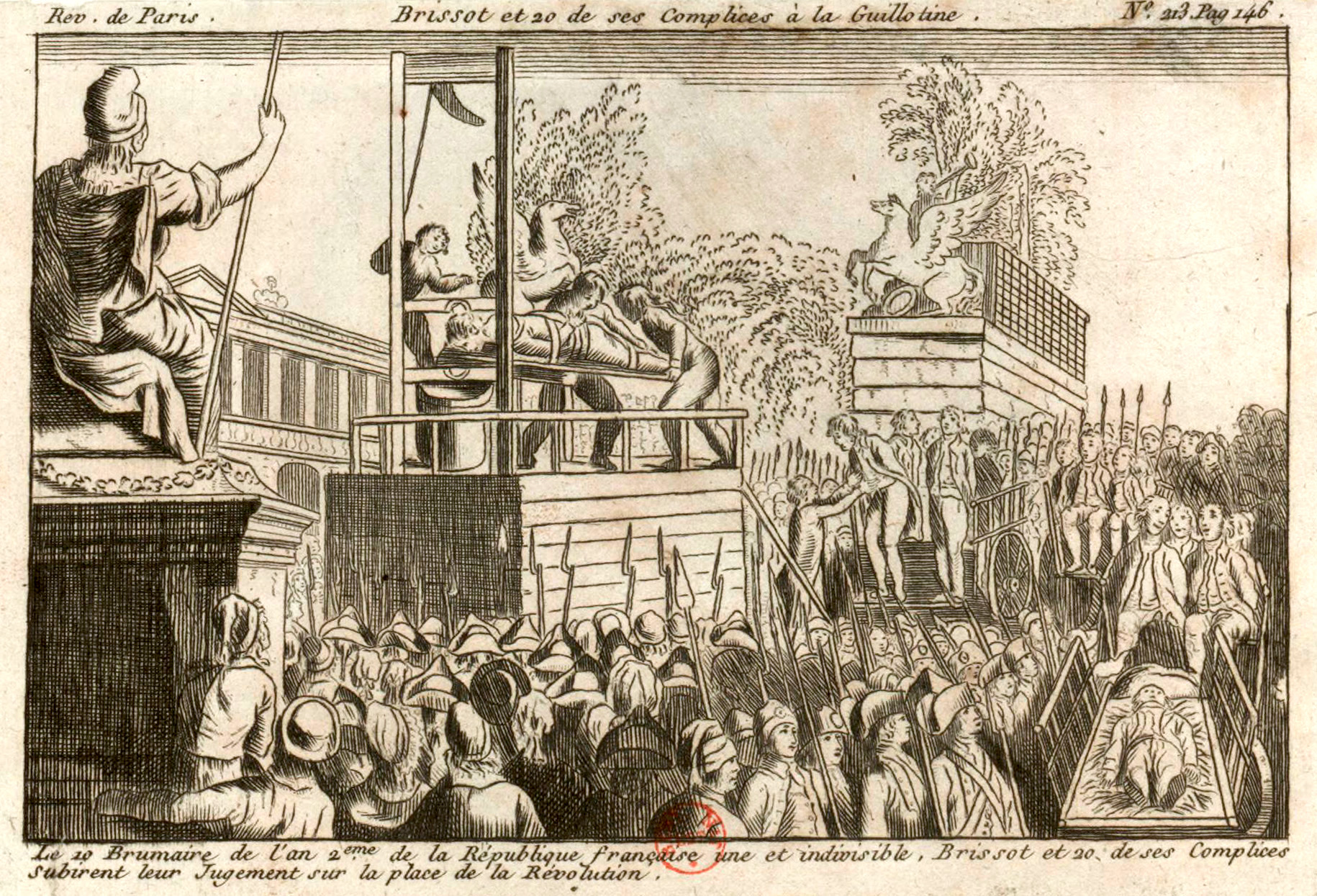
Exécution des conventionnels girondins, place de la Révolution. Estampe anonyme, Paris, BnF, département des estampes, 1793.
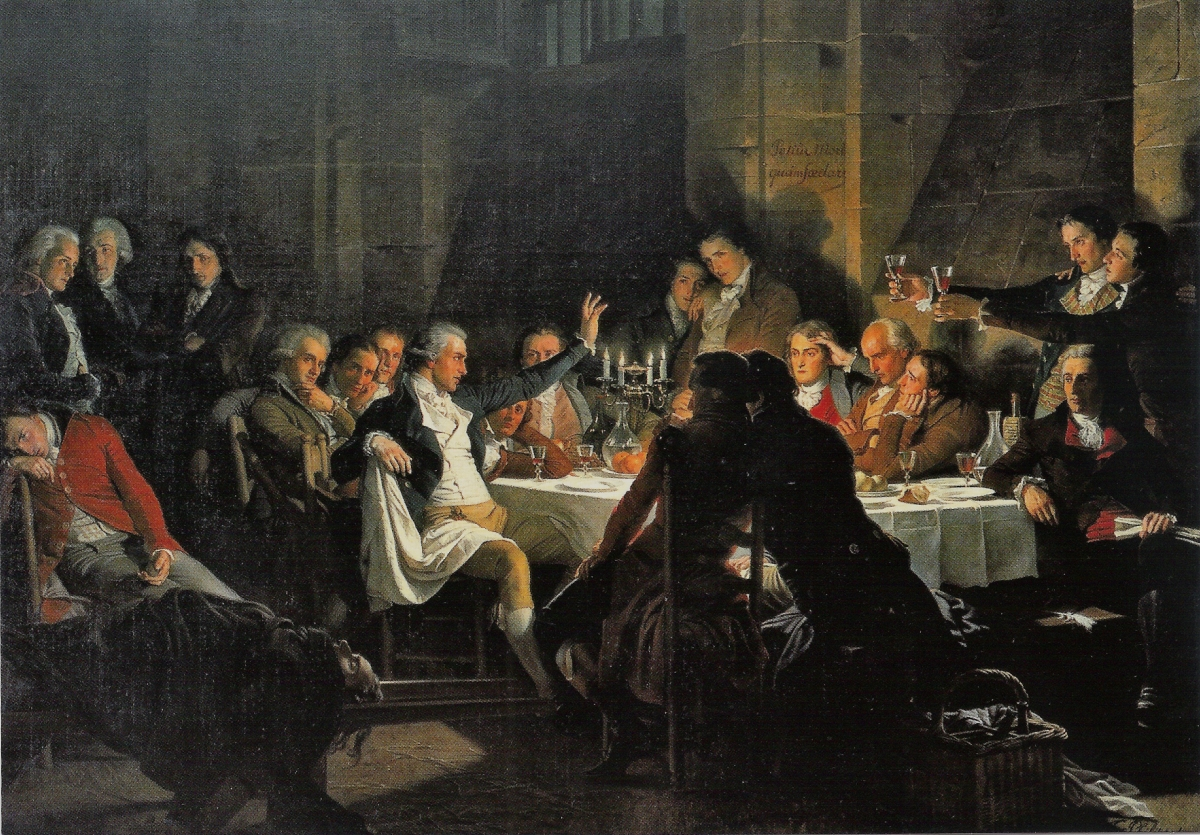
Le dernier banquet des girondins, toile de Henri Félix Emmanuel Philippoteaux, vers 1850. Musée de la Révolution française, Vizille.
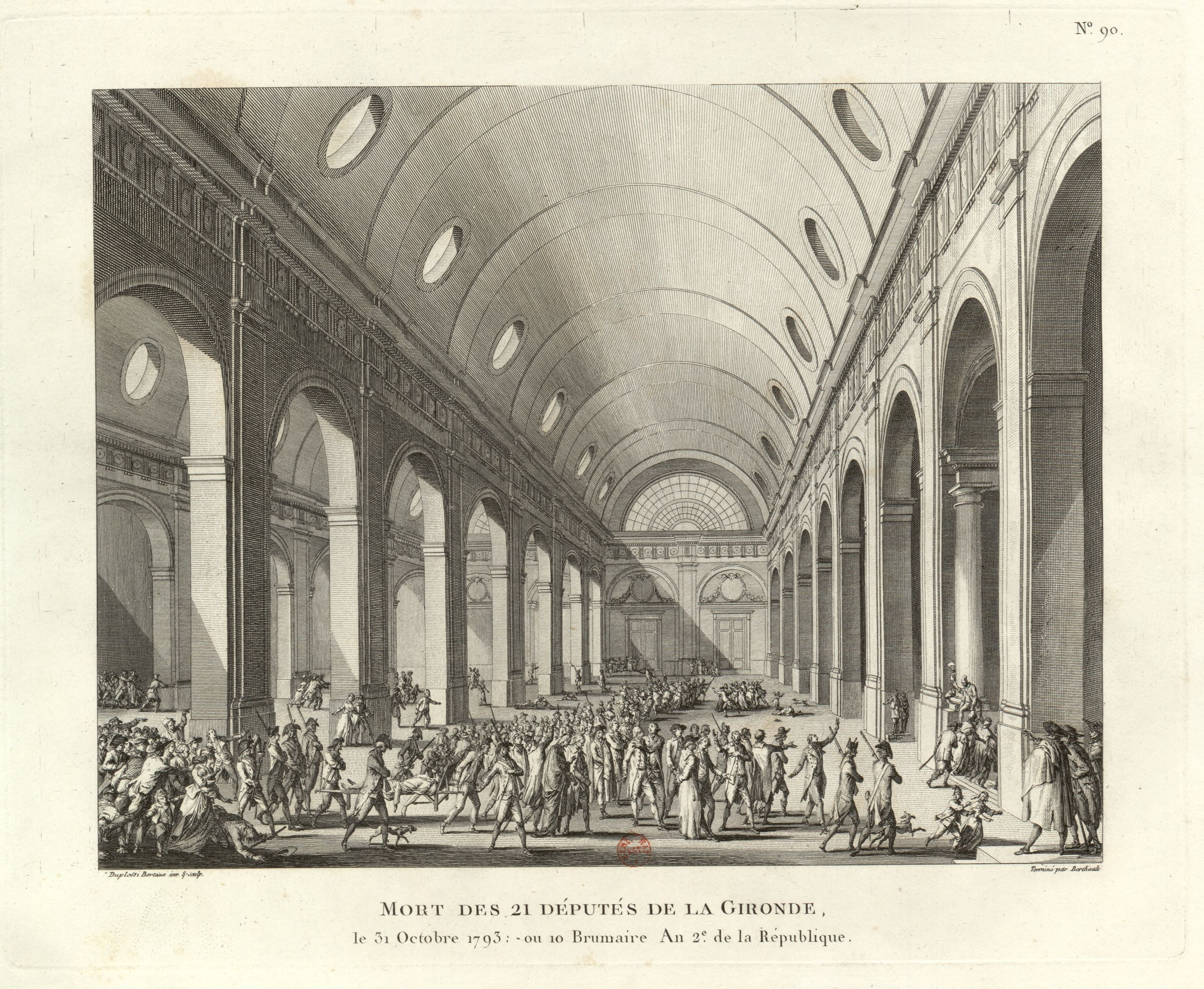
Mort des 21 députés de la Gironde le 31 octobre 1793. Estampe de Pierre-Gabriel Berthault et Jean Duplessis-Bertaux, Tableaux historiques de la Révolution française, Paris, BnF, département des estampes, 1802.

### Cas particuliers

#### Madame Roland

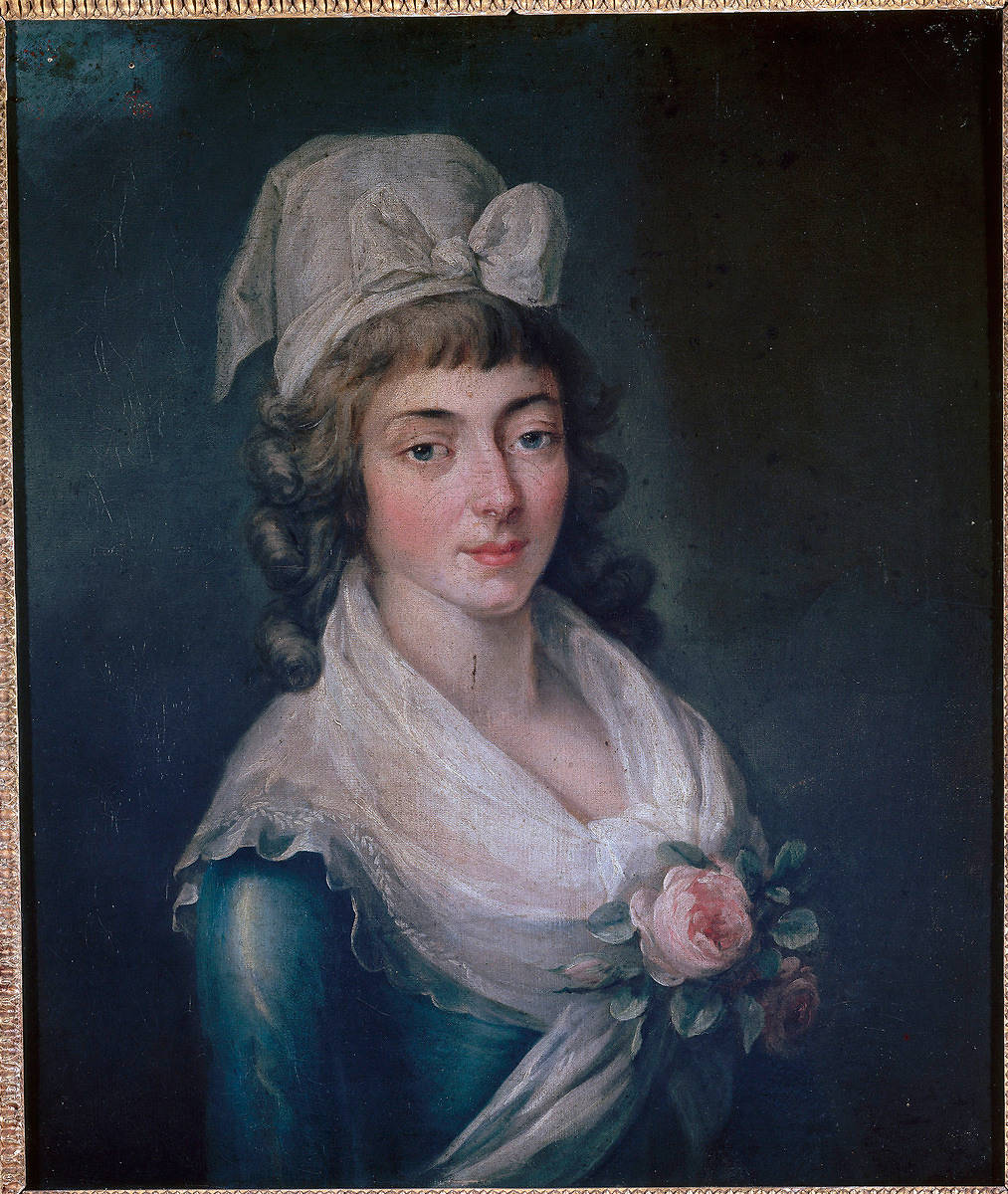
Manon Roland.

Le procès de Mme Roland, la femme du ministre et l'égérie des girondins, s'ouvrit le 8 novembre 1793. Elle était incarcérée depuis le 31 mai 1793. Ce fut un procès bâclé. Privée de défenseur, elle ne put, sans autorisation, terminer d'assurer elle-même sa défense et fut ce même jour condamnée à mort et guillotinée.

#### Condorcet

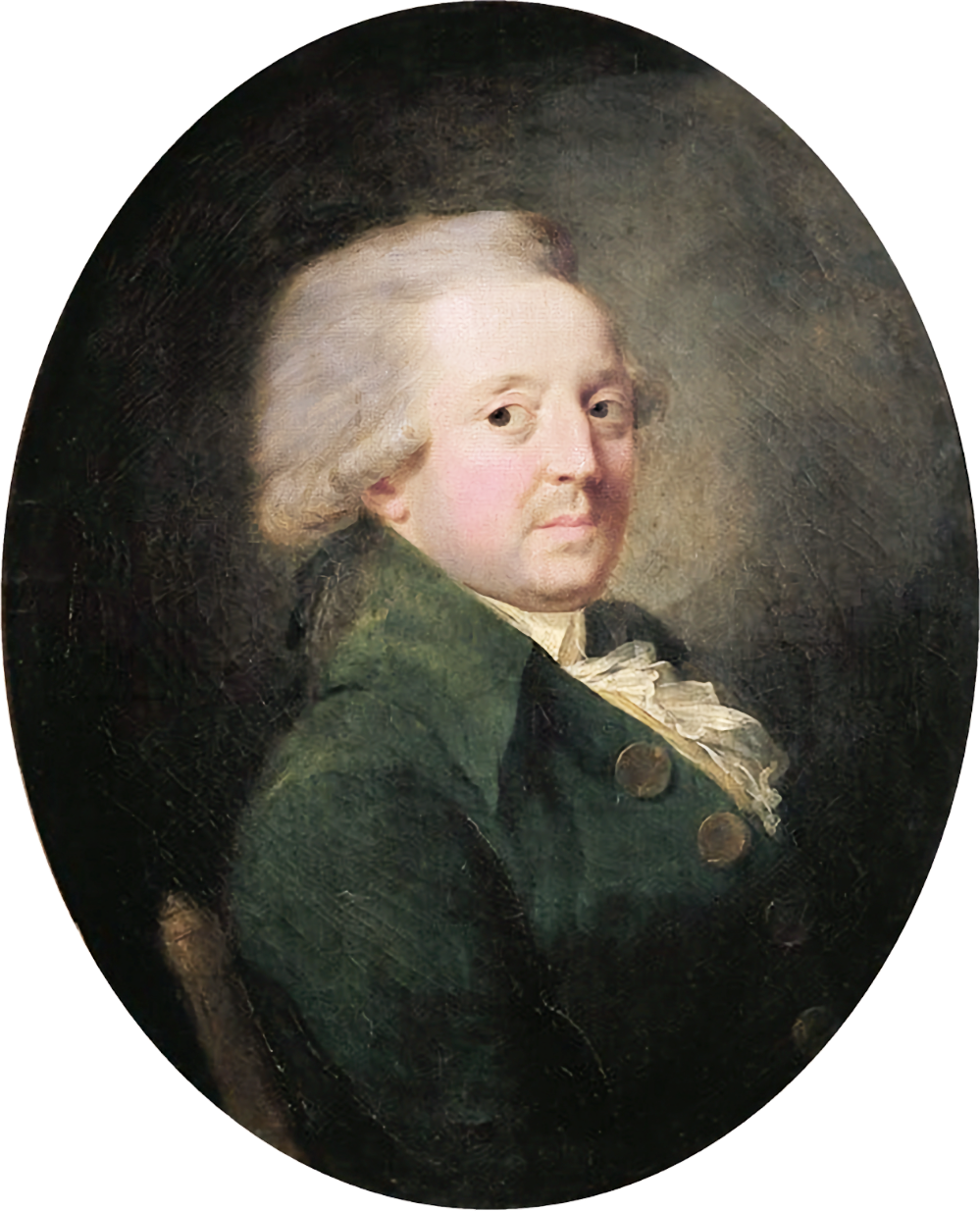
Nicolas de Condorcet

Se trouvant à Auteuil lors des journées d'émeute des 31 mai et 2 juin 1793 Condorcet commit l'erreur de critiquer la Constitution montagnarde. Le 8 juillet suivant, les montagnards lançaient leurs foudres contre le « théoricien de la Gironde » qui fut décrété d'arrestation. Il se cacha, mais fut reconnu et arrêté le 27 mars 1794 ; conduit à la prison de Bourg-la-Reine il y fut retrouvé mort le 29 mars suivant.

#### Lebrun
Avancé à la position de ministre des Affaires Étrangères à la suite de la journée du 10 août 1792 grâce au soutien de Brissot, de Dumouriez et de Roland le ministre de l'Intérieur, dont il est un des proches, sans toutefois appartenir directement au groupe des girondins, Pierre Hélène Marie Tondu, dit Lebrun est englobé dans le décret de l'Assemblée qui frappe ces derniers en juin 1793, et est arrêté et consigné à son domicile rue d'Enfer, près du jardin du Luxembourg, le 5 juin 1793. Après quelques semaines de relative confusion (il ne sera remplacé comme ministre que le 22 juin et continuera de gérer les affaires courantes du Ministère jusqu'à cette date) puis d'indifférence, il est pris directement comme cible le 5 septembre 1793 par Billaut-Varenne dans un violent réquisitoire devant la Convention en termes aussi ampoulés que fantaisistes : « Dans un moment où le peuple appelle la justice nationale sur la tête de tous les coupables, il est un homme bien criminel que vos décrets n'ont pas encore atteint ; je veux parler de l'ex-ministre Lebrun, de cet homme qui nous a brouillés avec toutes les puissances de l'Europe, de cet homme qui a eu l'impudeur d'appeler Dumouriez grand homme après sa trahison. Si la Convention avait ouvert les yeux sur les crimes de ce traître, il aurait déjà payé de sa tête toutes ses perfidies ». Il parvient à déjouer la garde dont il est l'objet quelques jours plus tard, et se cachera pendant plusieurs mois dans le voisinage, alors que sa femme, ayant déjà la charge de cinq enfants, en attend un nouveau. Dénoncé auprès de Héron, le chef de la Sûreté, il est arrêté le 24 décembre 1793, incarcéré à la Conciergerie, jugé le 27 décembre et exécuté le 28 décembre, place de la Révolution (aujourd'hui, place de la Concorde).

### Suites
Mais les montagnards, plus énergiques et mieux organisés, eurent tôt fait de reprendre les choses en mains. La rébellion fut sévèrement réprimée, causant de nombreuses victimes et obligeant les chefs à se suicider (Clavière, Roland) ou à s'enfuir en Gironde, où, après des mois de traque, certains sont capturés et exécutés (Grangeneuve, Barbaroux, Élie Guadet), tandis que d'autres mettent fin à leurs jours (Buzot, Pétion).
Le 18 décembre 1794, quelques fugitifs (Isnard, Lanjuinais, Louvet) et l'essentiel des « 73 » (Louis-Sébastien Mercier, Jacques-Marie Rouzet) sont réintégrés sur les bancs de la Convention nationale, suivis le 8 mars 1795 par Bresson, Chasset, Defermon, Gamon, Savary et Vallée.

## Les girondins dans les arts et la littérature

### Lamartine:Histoire des Girondins
- Alphonse de Lamartine, Histoire des Girondins, Jules Rouf et Cie Éditeurs, 1847, 2 084 p. , présentation en ligne, lire en ligne.
- André Chesnier du Chesne, « Les Égarements de Lamartine : quelques variantes de son Histoire des Girondins », Revue d'histoire littéraire de la France, Paris, Armand Colin, no 1,‎ janvier-mars 1954, p. 59-76 (JSTOR 40521163).

### Alexandre Dumas:Le comte de Monte-Cristo
Dans son célèbre roman écrit quelques années avant la parution du livre de Lamartine, Alexandre Dumas révèle par l'intermédiaire des souvenirs de l'abbé Faria que le bonapartiste Noirtier de Villefort, père du substitut arriviste Gérard de Villefort, avait été "girondin sous la Révolution".

### Études historiques
- Élisabeth Badinter et Robert Badinter, Condorcet : un intellectuel en Révolution, Fayard, 1988.
- Antoine de Baecque, « Mona Ozouf et les Girondins », Critique, Éditions de Minuit, no 831 « Mona Ozouf. La patience et la passion »,‎ août-septembre 2016, p. 693-704.
- Jacques Balossier (préf. Guillaume Matringe), La Commission extraordinaire des douze (18 mai 1793-31 mai 1793) : l'ultime sursaut de la Gironde contre la prise du pouvoir par les montagnards, Paris, Presses universitaires de France, coll. « Travaux et recherches de l'Université de droit, d'économie et de sciences sociales de Paris » (no 22), 1986, 128 p. (présentation en ligne).
- Louis Blanc, Histoire de la Révolution française, vol. I, Paris, Imprimerie Lahure, 1860.
- Jacques-Olivier Boudon, « Le témoignage de François-Jérôme Riffard Saint-Martin, député à la convention », Annales historiques de la Révolution française, no 376,‎ avril-juin 2014, p. 53-79 (DOI 10.4000/ahrf.13158, lire en ligne).
- Marc Bouloiseau, « L'organisation de l'Europe selon Brissot et les girondins à la fin de 1792 », Annales historiques de la Révolution française, no 261,‎ juillet-septembre 1985, p. 290-294 (lire en ligne).
- Anne-Marie Boursier, « L'émeute parisienne du 10 mars 1793 », Annales historiques de la Révolution française, no 208,‎ avril-juin 1972, p. 204-230 (JSTOR 41914656).
- (en) Richard Munthe Brace, « General Dumouriez and the Girondins 1792-1793 », The American Historical Review, vol. 56, no 3,‎ avril 1951, p. 493-509 (JSTOR 1848434).
- (en) Wesley J. Campbell, « The Origin of Citizen Genet's Projected Attack on Spanish Louisiana : A Case Study in Girondin Politics », French Historical Studies, vol. 33, no 4,‎ automne 2010, p. 515-544 (DOI 10.1215/00161071-2010-009).
- Jacqueline Chaumié, « Saint-Just et le procès des Girondins », Annales historiques de la Révolution française, no 191 « Pour le bi-centenaire de la naissance de Saint-Just (1767-1794) »,‎ janvier-mars 1968, p. 14-26 (JSTOR 41915094).
- Jacqueline Chaumié, « Les Girondins et les Cent Jours : essai d'explication de leur comportement par leurs origines géographiques et sociales et leur passé politique (1793-1815) », Annales historiques de la Révolution française, no 205,‎ juillet-septembre 1971, p. 329-365 (JSTOR 41914056).
- Guy Chaussinand-Nogaret, Madame Roland, Une femme en Révolution, Seuil, 1985.
- Marc Deleplace, « La mise en scène d'une minorité supposée : es anarchistes dans le discours politique révolutionnaire », dans Christine Peyrard (dir.), Minorités politiques en Révolution, 1789-1799, Aix-en-Provence, Publications de l'Université de Provence, coll. « Le temps de l'histoire », 2007, 208 p. (ISBN 978-2-85399-675-4, lire en ligne), p. 143-157.
- Jean-Paul Desprat, Une histoire des Girondins, Paris, Perrin, 2025, 672 p. (ISBN 978-2-262-09455-3).
- Jean Dhombres et Nicole Dhombres, Lazare Carnot, Fayard, 1997.
- Marcel Dorigny, « Les Girondins et Jean-Jacques Rousseau », Annales historiques de la Révolution française, no 234 « Jean-Jacques Rousseau. Pour le deuxième centenaire de sa naissance »,‎ octobre-décembre 1978, p. 569-583 (JSTOR 41913739).
- Marcel Dorigny, « Les Girondins avant le « fédéralisme » : Paris « chef-lieu » de la Révolution », dans Paris et la Révolution : actes du colloque de Paris I, 14-16 avril 1989, Paris, Publications de la Sorbonne, coll. « Histoire moderne » (no 22), 1989, XI-391 p. (présentation en ligne), p. 285-292.
- Marcel Dorigny, « La République avant la République : quels modèles pour quelle République ? », dans Michel Vovelle (dir.), Révolution et République : l'exception française, Paris, Éditions Kimé, 1994, 699 p. (ISBN 2-908212-70-6), p. 109-119.
- Marcel Dorigny, « La Gironde sous Thermidor », dans Roger Dupuy et Marcel Morabito (dir.), 1795, pour une République sans révolution : colloque international / organisé [par] l'Institut d'Études politiques de Rennes ; avec le concours de l'Université Rennes 2, URA CNRS 1022, Rennes, 29 juin-1er juillet 1995, Rennes, Presses universitaires de Rennes, coll. « Histoire », 1996, 296 p. (ISBN 2-86847-193-5, lire en ligne), p. 239-242.
- Marcel Dorigny, « La conception et le rôle de l’État dans les théories économiques et politiques des girondins », dans Gérard Gay et Jean-Pierre Hirsch (dir.), La Révolution française et le développement du capitalisme, (actes du colloque de Lille, 1987), Villeneuve d’Ascq, coll. « Hors Série Histoire », n° 5 de la Revue du Nord, 1989, p. 125-134.
- François Furet, Mona Ozouf (dir.), Dictionnaire critique de la Révolution française, Flammarion, Paris, 1988, 1 154 p.  (ISBN 2-08-211537-2) ; nouvelle éd., coll. « Champs »  (ISSN 0151-8089) nº 735-738 et 746, 2007, 5 vol., 2 017 p.
- François Furet (dir.) et Mona Ozouf (dir.), La Gironde et les Girondins, Paris, Payot, coll. « Bibliothèque historique Payot », 1991, 468 p. (ISBN 2-228-88400-6, présentation en ligne), [présentation en ligne].
- Max Gallo, Robespierre, histoire d’une solitude, Perrin, 1968.
- Jeanne Grall, « Archives londoniennes. Époque du fédéralisme », Bulletin de la Société des Antiquaires de Normandie, 1957-1958, p. 173-191.
- Jeanne Grall, « L'insurrection girondine en Normandie », Cahiers Léopold Delisle, t. XV, 1966, p. 17-29.
- Jeanne Grall, Girondins et Montagnards : les dessous d’une insurrection, 1793, Éditions Ouest-France, Rennes, 1989, 213 p.  (ISBN 2-7373-0243-9)
- (en) Patrice Higonnet, « The Social and Cultural Antecedents of Revolutionary Discontinuity : Montagnards and Girondins », The English Historical Review, Oxford University Press, vol. 100, no 396,‎ juillet 1985, p. 513-544 (JSTOR 568234).
- François Hincker, « Condorcet, chroniqueur parlementaire », dans Jean-Paul Bertaud, Françoise Brunel, Catherine Duprat et al. (dir.), Mélanges Michel Vovelle : sur la Révolution, approches plurielles / volume de l'Institut d'histoire de la Révolution française, Paris, Société des Études Robespierristes, coll. « Bibliothèque d'histoire révolutionnaire. Nouvelle série » (no 2), 1997, XXVI-598 p. (ISBN 2-908327-39-2), p. 219-226.
- (en) Annie Jourdan, « A Tale of Three Patriots in a Revolutionary World : Théophile Cazenove, Jacques-Pierre Brissot, and Joel Barlow (1788-1811) », Early American Studies, University of Pennsylvania Press, vol. 10, no 2 « Anglo-Dutch Revolutions »,‎ printemps 2012, p. 360-381 (JSTOR 23547672).
- Thomas E. Kaiser, « La fin du renversement des alliances : la France, l’Autriche et la déclaration de guerre du 20 avril 1792 », Annales historiques de la Révolution française, no 351,‎ janvier-mars 2008, p. 77-98 (lire en ligne).
- (en) Gary Kates, The Cercle Social, the Girondins, and the French Revolution, Princeton University Press, coll. « Princeton Legacy Library », 2014 (1re éd. 1985), 340 p. (ISBN 978-0-691-61171-6, présentation en ligne), [présentation en ligne].
- (en) Gary Kates, « The Girondins : Champions of Representative Democracy », French Politics and Society, vol. 7, no 3 « Commemorating the French Revolution »,‎ été 1989, p. 82-89 (JSTOR 42844108).
- Anne Kupiec, « La Gironde et le Bureau d'esprit public : livre et révolution », Annales historiques de la Révolution française, no 302,‎ octobre-décembre 1995, p. 571-586 (lire en ligne).
- (en) Michael S. Lewis-Beck, Anne Hildreth et Alan B. Spitzer, « Was There a Girondist Faction in the National Convention, 1792-1793 ? », French Historical Studies, Duke University Press, vol. 15, no 3,‎ printemps 1988, p. 519-536 (JSTOR 286373).
- (en) Frederick A. de Luna, « The « Girondins » Were Girondins, after All », French Historical Studies, Duke University Press, vol. 15, no 3,‎ printemps 1988, p. 506-518 (JSTOR 286372).
- Jean-Clément Martin, Nouvelle histoire de la Révolution française, Paris, Éditions Perrin, 2012, 636 p. (ISBN 978-2-262-02596-0).
- Anne de Mathan, Girondins jusqu'au tombeau : une révolte bordelaise dans la Révolution, Bordeaux, Éditions Sud Ouest, coll. « Références. Histoire », 2004, 317 p. (ISBN 2-87901-543-X, présentation en ligne), [présentation en ligne], [présentation en ligne].
- Anne de Mathan, Mémoires de la Terreur : l'an II à Bordeaux, Pessac, Presses universitaires de Bordeaux, coll. « Mémoires vives », 2002, 232 p. (ISBN 2-86781-288-7, présentation en ligne).
- Anne de Mathan, « Les insurrections girondistes de Bretagne en 1793 : premiers résultats », Annales de Bretagne et des pays de l'Ouest, t. 111, no 4 « Politique en Aquitaine. Des Girondins à nos jours »,‎ 2004, p. 29-42 (lire en ligne).
- Anne de Mathan, « Les Girondins et la représentation nationale », Parlement[s], Revue d'histoire politique, no HS 2 « Politique en Aquitaine. Des Girondins à nos jours »,‎ 2005, p. 31-39 (lire en ligne).
- Anne de Mathan, « Des pierres pour Saturne : une relecture des Mémoires des Girondins », Annales historiques de la Révolution française, no 373 « Vivre la révolution »,‎ juillet-septembre 2013, p. 165-188 (lire en ligne).
- Albert Mathiez, « Danton et le premier ministère girondin », Annales révolutionnaires, t. 10, no 5,‎ octobre-décembre 1918, p. 673-676 (JSTOR 41921084).
- Albert Mathiez, « De la véritable nature de l'opposition entre les girondins et les montagnards », Annales révolutionnaires, t. 15, no 3,‎ mai-juin 1923, p. 177-197 (JSTOR 41921460).
- Albert Mathiez, Girondins et Montagnards, Montreuil, Éditions de la Passion, 1988 (1re éd. 1930, Paris, Firmin-Didot), VII-305 p. (ISBN 2-228-88400-6, présentation en ligne, lire en ligne).
- Albert Mathiez, « Les Girondins et la cour à la veille du 10 août (d'après des documents inédits) », Annales historiques de la Révolution française, no 45,‎ mai-juin 1931, p. 193-212 (JSTOR 41924472).
- Bernardine Melchior-Bonnet, Les Girondins, Tallandier, 1989.
- (en) C. J. Mitchell, « Political Divisions within the Legislative Assembly of 1791 », French Historical Studies, Duke University Press, vol. 13, no 3,‎ printemps 1984, p. 356-389 (JSTOR 286298).
- (en) Theodore A. Di Padova, « The Girondins and the Question of Revolutionary Government », French Historical Studies, Duke University Press, vol. 9, no 3,‎ printemps 1976, p. 432-450 (JSTOR 286230).
- (en) Theodore A. Di Padova, « The Question of Girondin Motives : A Response to Sydenham », French Historical Studies, Duke University Press, vol. 10, no 2,‎ automne 1977, p. 349-352 (JSTOR 286075).
- (en) Alison Patrick, « Political Divisions in the French National Convention, 1792-93 », The Journal of Modern History, University of Chicago Press, vol. 41, no 4,‎ décembre 1969, p. 421-474 (JSTOR 1878003).
- (en) Alison Patrick, « The Montagnards and Their Opponents : Some Comments », The Journal of Modern History, University of Chicago Press, vol. 43, no 2,‎ juin 1971, p. 294-297 (JSTOR 1876548).
- (en) Alison Patrick, The Men of the First French Republic : political alignments in the National Convention of 1792, Baltimore / Londres, Johns Hopkins University Press, 1972, XVIII-407 p. (présentation en ligne).
- Claude Perroud, Études sur les Girondins, [S. l.], Éditions du Bois-Menez, coll. « Textes oubliés / Études et mélanges de Claude Perroud ; 3 », 2020, 522 p., 30 x 21 cm (ISBN 978-2-490135-17-2 et 978-2-490135-16-5, ISSN 2557-8715 et 2679-3679, lire en ligne).
- Michel Pertué, « La liste des girondins de Jean-Paul Marat », Annales historiques de la Révolution française, no 245,‎ juillet-septembre 1981, p. 379-389 (JSTOR 41913758).
- (en) Benjamin Reilly, « Polling the Opinions : A Reexamination of Mountain, Plain, and Gironde in the National Convention », Social Science History, Cambridge University Press, vol. 28, no 1,‎ printemps 2004, p. 53-73 (JSTOR 40267833).
- Nicolas Roche, « La question coloniale en l'an III : l'invention du mythe de la Gironde », Annales historiques de la Révolution française, no 302,‎ octobre-décembre 1995, p. 587-605 (lire en ligne).
- Gustave Rouanet, « La religiosité des girondins », Annales historiques de la Révolution française, no 26,‎ mars-avril 1928, p. 97-108 (JSTOR 41923735).
- (en) Morris Slavin, The Making of an insurrection : Parisian sections and the Gironde, Cambridge (Massachusetts) / Londres, Harvard University Press, 1986, IX-236 p. (ISBN 0-674-54328-9, présentation en ligne).
- Albert Soboul (dir.), Actes du colloque Girondins et Montagnards (Sorbonne, 14 décembre 1975), Société des études robespierristes, Paris, 1980, présentation en ligne.
- (en) Michael J. Sydenham, The Girondins, Londres, University of London, Athlone Press, coll. « University of London Historical Studies » (no VIII), 1961, XII-252 p.
- (en) Michael J. Sydenham, « The Montagnards and Their Opponents : Some Considerations on a Recent Reassessment of the Conflicts in the French National Convention, 1792-93 », The Journal of Modern History, University of Chicago Press, vol. 43, no 2,‎ juin 1971, p. 287-293 (JSTOR 1876547).
- (en) Michael J. Sydenham, « The Girondins and the Question of Revolutionary Government : A New Approach to the Problem of Political Divisions in the National Convention », French Historical Studies, Duke University Press, vol. 10, no 2,‎ automne 1977, p. 342-348 (JSTOR 286074).
- (en) Michael J. Sydenham, Alison Patrick, Michael S. Lewis-Beck, Anne Hildreth, Alan B. Spitzer et Gary Kates, « Commentary to Lewis-Beck et al. », French Historical Studies, Duke University Press, vol. 15, no 3,‎ printemps 1988, p. 537-548 (JSTOR 286374).
- Hélène Tierchant, Hommes de la Gironde, Dossiers d'Aquitaine, 1994  (ISBN 2-905212-18-7).
- Gérard Walter, Maximilien de Robespierre, Gallimard, 1989, 780 p. (ISBN 2070715906).
- Richard Whatmore et James Livesey, « Étienne Clavière, Jacques-Pierre Brissot et les fondations intellectuelles de la politique des girondins », Annales historiques de la Révolution française, no 321,‎ juillet-septembre 2000, p. 1-26 (lire en ligne).

- « Le Journal de Paris », Annales historiques de la presse de la BNF, no 305,‎ octobre 1793, p. 4 (lire en ligne).